# Liste der Kulturdenkmale in Coswig (Sachsen)

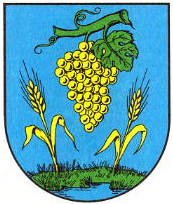
Wappen von Coswig

In der Liste der Kulturdenkmale in Coswig sind die Kulturdenkmale der sächsischen Stadt Coswig verzeichnet, die bis November 2020 vom Landesamt für Denkmalpflege Sachsen erfasst wurden (ohne archäologische Kulturdenkmale). Die Anmerkungen sind zu beachten.
Diese Aufzählung ist eine Teilmenge der Liste der Kulturdenkmale im Landkreis Meißen.

## Coswig, einschließlichNeucoswigundKötitz
| Bild           | Bezeichnung | Lage                                                      | Datierung | Beschreibung | ID       |
| -------------- | --- | --------------------------------------------------------- | --- | --- | -------- |
| Weitere Bilder | Dr. Nöhrings Sanatorium (Sachgesamtheit) | Am Ameisenhügel 2, 2a, 4 (Hohensteinstraße 81) (Karte)    | Ende 18. Jahrhundert (Wohnhaus, Nr. 2); um 1919 (Ärztehaus, Nr. 2a) | Sachgesamtheit Dr. Nöhrings Sanatorium, mit den Einzeldenkmalen: ehemaliges Bettenhaus des Sanatoriums, offener Pavillon im Park sowie Tor und Einfriedung (ID-Nr. 09267576) und mit den Sachgesamtheitsteilen: älteres Wohnhaus und Ärztehaus, Nebengebäude sowie Krankenhausgarten mit Stützmauern (Gartendenkmal); erbaut als Sanatorium für Lungenkranke, heute Wohnanlage, als Zeugnis der Sanatoriumsarchitektur vor allem um 1900, baugeschichtlich bedeutend sowie von Belang für die Ortsgeschichte | 09303429 |
| Weitere Bilder | Ehemaliges Bettenhaus des Sanatoriums (heute Wohnhaus), offener Pavillon im Park sowie Tor und Einfriedung (Einzeldenkmale zu ID-Nr. 09303429) | Am Ameisenhügel 4 (Karte)                                 | Ende 18. Jahrhundert | Einzeldenkmale der Sachgesamtheit Dr. Nöhrings Sanatorium; erbaut als Sanatorium für Lungenkranke, heute Wohnanlage, gestalterisch bemerkenswert das große, als markanter gründerzeitlicher Klinker-Putz-Bau erscheinende Bettenhaus, als Zeugnis der Sanatoriumsarchitektur vor allem um 1900, baugeschichtlich bedeutend sowie von Belang für die Ortsgeschichte | 09267573 |
| Weitere Bilder | Fabrikgebäude | Am Güterbahnhof 6 (Karte)                                 | Ende 19. Jahrhundert | Gründerzeitlicher Putzbau mit Klinkergliederung, ehemaliger Kleinbetrieb, baugeschichtlich und ortsgeschichtlich bedeutend | 09267544 |
| Weitere Bilder | Wohnhaus in offener Bebauung mit Einfriedung | Am Güterbahnhof 16 (Karte)                                | Um 1910 | Repräsentativer Bau mit aufwändiger Fassadengestaltung im Reformstil, typisch für die Zeit um 1910 und weitestgehend ursprünglich erhalten, baugeschichtlich und stadtentwicklungsgeschichtlich bedeutend. Lisenengliederung, Bögen über den Fenstern, Jugendstil-Fenster, Dacherker mit auffälligem Volutengiebel (übergroß), Original-Putz. | 09267537 |
| Weitere Bilder | Mietshaus in offener Bebauung | Am Güterbahnhof 17 (Karte)                                | Ende 19. Jahrhundert | Gründerzeitlicher Putzbau mit zeittypischer Fassadengestaltung, durch übergiebelten Mittelrisalit betont, Belebung durch Fenstereinfassungen und -bedachungen, gewisser baugeschichtlicher Wert. Risalitartig vorgezogene Mittelachse, Sandsteinornamentik, Dreiecksgiebel. | 09267543 |
| Weitere Bilder | Gasthaus „Spitzgrundmühle“ mit Anbau (Ballsaal), Remise „Waldesruh“, überdachter frei stehender Terrasse, Musikpavillon und Einfriedung | Am Spitzberg 2 (Karte)                                    | 1897 | Anspruchsvoll gestaltete Ausflugsgaststätte der späten Gründerzeit mit Anklängen an den Schweizerhausstil, in reizvoller Lage, traditionsreiche Sommerfrische, baugeschichtlich und ortsgeschichtlich bedeutend. Holzbalkone, schlichtes Schnitzwerk und Holzverstrebungen an den Giebeln, in Anlehnung an den sogenannten Schweizerhausstil (wie weiten Dachüberständen, Giebelzier und breiten galerieartigen Balkonen). | 09267584 |
| Weitere Bilder | Schloss Coswig (Sachgesamtheit) | Am Spitzberg 18, 20 (Karte)                               | 1912–1913 | Sachgesamtheit Schloss Coswig, mit den Einzeldenkmalen: Villa mit Anbau (Sanatoriumsgebäude), Einfriedung, Stützmauern und seitlichem Treppenaufgang (ID-Nr. 09267591) und mit dem Sachgesamtheitsteil: Nebengebäude und rückwärtige Parkanlage (Gartendenkmal); das im Volksmund so genannte Schloss entstand auf den Grundmauern eines Kalkofens, bemerkenswertes architektonisches Beispiel der Reformarchitektur um 1910 mit eindrucksvollen, klar proportionierten Baukuben, dabei die rückwärtige Eingangsseite durch wenige akzentuierende Gliederungs- und Schmuckelemente hervorgehoben, an der Straßenfront die wuchtigen Stützpfeiler augenfällig, baugeschichtlich und ortsgeschichtlich sowie künstlerisch bedeutend. | 09303433 |
| Weitere Bilder | Villa mit Anbau (später Sanatoriumsgebäude), Einfriedung, Stützmauern und seitlichem Treppenaufgang (Einzeldenkmale zu ID-Nr. 09303433) | Am Spitzberg 20 (Karte)                                   | 1912–1913 | Einzeldenkmale der Sachgesamtheit Schloss Coswig; das im Volksmund sogenannte Schloss entstand auf den Grundmauern eines Kalkofens, bemerkenswertes architektonisches Beispiel der Reformarchitektur um 1910 mit eindrucksvollen, klar proportionierten Baukuben, dabei die rückwärtige Eingangsseite durch wenige akzentuierende Gliederungs- und Schmuckelemente hervorgehoben, an der Straßenfront die wuchtigen Stützpfeiler augenfällig, baugeschichtlich und ortsgeschichtlich sowie künstlerisch bedeutend. Gartenfront: Treppenaufgang, hervorgehobene vier Achsen (Mittelrisalit), neobarocker Giebel, zwei kleine Seitenflügel (links mit Ecklisenen). Im Inneren großer Saal mit Gestaltungselementen aus der Entstehungszeit, diese auch in anderen Räumen. Park mit halbrunder Terrassierung unmittelbar hinter dem Gebäude, seitliche Treppe, Alleen, Mauer (Bruchstein) und Aussichtspunkt. Erbaut 1912/13 als Villa für mehrere Familien, seit 1926 im Besitz der Landesversicherungsanstalt Sachsen, die es als Lungenheilstätte nutzte. Nr. 18 als Beamtenwohnhaus des Sanatoriums 1930/31 erbaut. | 09267591 |
| Weitere Bilder | Einfriedungsmauer entlang Straße Am Talkenberger Hof und Steinstraße | Am Talkenberger Hof; Steinstraße 20, 22, 24 (vor) (Karte) | 18./19. Jahrhundert | Bruchsteinmauer, baugeschichtlich und ortsbildprägend von Bedeutung | 09267587 |
| Weitere Bilder | Winzerhaus des ehemaligen Weingutes Talkenberger Hof | Am Talkenberger Hof 3 (Karte)                             | Bezeichnet mit 1607 | Charakteristisches Winzerhaus mit Fachwerkobergeschoss und hohem Walmdach, bedeutendstes bauliches Zeugnis des Weinanbaus im Elbtal und in Coswig, baugeschichtlich und ortsgeschichtlich bedeutend, zudem singulär. Im Erdgeschoss Wirtschaftsbereich, Mansarddach mit Fledermausgaupe. | 09267571 |
|                | Gedenkstein für die Opfer des Faschismus | Bahnhofstraße (Karte)                                     | Um 1960 | Geschichtlich bedeutend | 09267595 |
| Weitere Bilder | Wohnhaus in Ecklage und offener Bebauung | Bahnhofstraße 1 (Karte)                                   | 1920er Jahre | Charakteristischer Bau der 1920er/1930er Jahre im Stil der Neuen Sachlichkeit, mit schmucklosen Fassaden, Fensterbänder und traditionellem Walmdach, Akzentuierung durch rund gestalteten Ladeneingang, baugeschichtlich und stadtentwicklungsgeschichtlich bedeutend | 09266403 |
| Weitere Bilder | Bahnhof Coswig mit Empfangsgebäude, Nebengebäude (Güterabfertigung), Vorhalle zur Unterführung und zwei Bahnsteigüberdachungen | Bahnhofstraße 2 (Karte)                                   | 1894 | Repräsentativer, der industriellen Bedeutung der Kleinstadt angemessener Trennungsbahnhof des ausgehenden 19. Jahrhunderts an den Eisenbahnstrecken Borsdorf–Coswig (6386; sä. BC) sowie Dresden–Elsterwerda–Berlin (6248; sä. DE) gelegen, charakteristischer Klinkerbau mit Sandsteingliederungen in historistischer Fassadengestaltung, ortsgeschichtlich und verkehrsgeschichtlich von Bedeutung. Empfangsgebäude aus zwei Pavillonbauten mit Walmdächern sowie eingeschossigem Verbindungstrakt, Klinkerfassade. Bahnsteigüberdachungen Eisenkonstruktion auf Säulen. | 09266402 |
| Weitere Bilder | Mietshaus in offener Bebauung | Bahnhofstraße 8 (Karte)                                   | Ende 19. Jahrhundert | Mit Ladeneinbau, markanter Gründerzeitbau, Akzentuierung im Mittelteil durch Erker mit Zwiebelturmaufsatz, baugeschichtlich und stadtentwicklungsgeschichtlich bedeutend | 09266405 |
| Weitere Bilder | Mietshaus in Ecklage und offener Bebauung | Bahnhofstraße 10 (Karte)                                  | 1890er Jahre | Mit Ladeneinbau, markanter Gründerzeitbau mit historistischer Klinker-Werkstein-Fassade, Eckbetonung durch Balkons, baugeschichtlich und stadtentwicklungsgeschichtlich bedeutend | 09266400 |
| Weitere Bilder | Mietshaus in offener Bebauung | Beethovenstraße 3 (Karte)                                 | Ende 19. Jahrhundert | Historistischer Putzbau, betont durch Turmspitzen, übergiebelten Risalit und markante Balkone, gewisse baugeschichtliche Bedeutung. Rechteckiger Grundriss mit abgeflachter Ecke. | 09267538 |
| Weitere Bilder | Wohnstallhaus, Scheune und Torbogen eines ehemaligen Zweiseithofes | Brockwitzer Straße 3 (Karte)                              | Bezeichnet mit 1807 | Wohnstallhaus mit Zwillingsfenster im Giebel, Überformung Ende 19. Jahrhundert, markantes ländliches Anwesen, wichtig für das Ortsbild des Dorfkerns von Kötitz, baugeschichtlich und ortsentwicklungsgeschichtlich bedeutend. Im Schlussstein eine Weintraube, Säulenstellung im Stall. | 09267555 |
| Weitere Bilder | Einfriedungsmauer an der Rückseite der Höfe zur Elbe hin | Brockwitzer Straße 3, 5, 7b, 9, 11a, 13, 15a, 17 (Karte)  | 18./19. Jahrhundert | Bruchsteinmauer, teilweise verputzt, an einer Stelle markante Pforte, als rückwärtiger Abschluss der Brockwitzer Straße Nr. 3–17, wichtig für das Ortsbild des Dorfkerns von Kötitz, ortsentwicklungsgeschichtlich bedeutend | 09267558 |
| Weitere Bilder | Seitengebäude und Torbogen eines Bauernhofes (Lindengut) | Brockwitzer Straße 7 (Karte)                              | 1. Hälfte 19. Jahrhundert (Seitengebäude); bezeichnet mit 1808 (Torbogen)                                                                                                | Markante Fachwerkkonstruktion im Obergeschoss des traufständigen Seitengebäudes, wichtig für das Ortsbild des Dorfkerns von Kötitz, baugeschichtlich bedeutend, bildet einen Bauernhof mit Nr. 7a und 7b | 09267556 |
| Weitere Bilder | Wohnstallhaus und Scheune eines Zweiseithofes | Brockwitzer Straße 8 (Karte)                              | 2. Hälfte 19. Jahrhundert | Wohnstallhaus ein Putzbau mit Zwillingsfenster im Giebel, markantes ländliches Anwesen des 19. Jahrhunderts, weitestgehend ursprünglich erhalten, wichtig für das Ortsbild des Dorfkernes von Kötitz, baugeschichtlich und wirtschaftsgeschichtlich bedeutend | 09267559 |
|                | Wohnstallhaus, Seitengebäude und Scheune eines Dreiseithofes, sowie Torpfeiler, Hofpflasterung und Einfriedungsmauer | Brockwitzer Straße 17 (Karte)                             | Bezeichnet mit 1867 | Verputzte Massivbauten, weitestgehend ursprünglich und geschlossen erhaltenes Gehöft des 19. Jahrhunderts, baugeschichtlich und wirtschaftsgeschichtlich bedeutend. Originale Pflasterung, hölzerne Schlagläden Anfang des 20. Jahrhunderts hinzugefügt, über dem Eingang Datierung und bezeichnet Thiele, flankierende Platanen und Bauerngarten. | 09267557 |
| Weitere Bilder | Doppelmietshaus mit Einfriedung | Dresdner Straße 49, 51 (Karte)                            | Ende 19. Jahrhundert | Charakteristischer kleinstädtischer Gründerzeitbau, Betonung durch seitliche übergiebelte Risalite, Putzgliederungen setzen Akzente, baugeschichtlich und stadtentwicklungsgeschichtlich bedeutend | 09266414 |
|                | Wohnhaus (ohne Anbau) | Dresdner Straße 58 (Karte)                                | Um 1800 | Markantestes Fachwerkgebäude von Coswig, als Zeugnis ländlicher Architektur und Volksbauweise baugeschichtlich bedeutend, veranschaulicht durch das unmittelbar Gegenüber zu gründerzeitlichen Mietshäusern die Entwicklung Coswigs vom Dorf zur Stadt auf besonders anschauliche Weise, daher auch stadtentwicklungsgeschichtlich von Belang | 08951455 |
| Weitere Bilder | Wohnhaus in offener Bebauung mit Hinterhaus | Dresdner Straße 59 (Karte)                                | 3. Viertel 19. Jahrhundert | Eines der ersten schon städtisch wirkenden Häuser von Coswig, schlichter, aber ausgewogen proportionierter und gegliederter Putzbau, baugeschichtlich und stadtentwicklungsgeschichtlich bedeutend, Handwerksbetrieb | 09266408 |
| Weitere Bilder | Mietshaus (mit Kronen-Apotheke) in halboffener Bebauung | Dresdner Straße 60 (Karte)                                | Um 1900 | Markanter Bau des Späthistorismus, Klinker-Werkstein-Fassade, Mitte durch Erker und Dachaufbau betont, Akzentuierung durch barockisierenden Bauschmuck, Teil des in der Gründerzeit entstandenen Zentrums von Coswig, baugeschichtlich und stadtentwicklungsgeschichtlich bedeutend | 09266409 |
| Weitere Bilder | Mietshaus in Ecklage (ehemals Conditorei-Caffee und Weinstube Hartmann) | Dresdner Straße 63 (Karte)                                | Ende 19. Jahrhundert | Mit Laden, markanter Gründerzeitbau mit historistischer Klinker-Werkstein-Fassade, Akzente setzen die Balkone an der verbrochenen Ecke, zwei schlichte Ziergiebel und einige Fenstereinfassungen, baugeschichtlich und stadtentwicklungsgeschichtlich bedeutend, Stuckdecke im Inneren | 09266399 |
| Weitere Bilder | Wohnstallhaus eines Bauernhofes | Dresdner Straße 68 (Karte)                                | 2. Hälfte 19. Jahrhundert | Verputzter Massivbau mit zwei Rundbogenfenstern im Giebel, markanter ländlicher Bau des 19. Jahrhunderts, baugeschichtlich und stadtentwicklungsgeschichtlich bedeutend. Das Seitengebäude wurde mittlerweile abgebrochen. | 09266411 |
| Weitere Bilder | Wohnhaus und frei stehende Pforte des ehemaligen Fährgutes Kötitz | Fährweg 2 (Karte)                                         | Bezeichnet mit 1771 (Pforte); um 1800 (Fährhaus) | Markanter zweigeschossiger Bau mit Fachwerk-Obergeschoss, bemerkenswertes Segmentbogenportal an der Hofseite mit Berufszeichen, frei stehende Pforte mit Schlussstein, darin Relief und Datierung 1771, Anwesen baugeschichtlich und ortsgeschichtlich bedeutend. Die Pforte steht an der Umfriedung des Anwesens, in Richtung Elbe. | 09267579 |
|                | Einfriedungsmauer entlang der Straße | Feldweg 1, 3 (Karte)                                      | 19. Jahrhundert | Bruchsteinmauer, bedeutend für das Ortsbild, baugeschichtlich von Bedeutung | 09267561 |
| Weitere Bilder | Hauptgebäude, Seitengebäude und Scheune eines Forsthofes (Forsthaus Kreyern), sowie Einfriedungsmauer um das gesamte Grundstück | Forsthaus Kreyern 104 (Karte)                             | 1628 | Hauptgebäude (Kern 16. Jahrhundert) mit Wendelstein zum Hof, als eines der ältesten Anwesen von Coswig von besonderer geschichtlicher Bedeutung, unmittelbar an der Gemeindegrenze zu Weinböhla gelegen. Jägerhaus, das zugleich Sitz des Revierförsters war. Einfriedungsmauer in Bruchstein. Die Wegsäule gegenüber dem Forsthaus auf dem Weg zum Wolfsdenkmal gehört zu Weinböhla. | 09267585 |
| Weitere Bilder | Pflegeheim mit Hauptgebäude (Haus A), Nebengebäude (Haus B), Torbogen als Verbindungsstück zwischen beiden Häusern sowie Einfriedung einschließlich Pfortenhäuschen an der Friedewaldstraße (ehemaliger Wettinstift) | Friedewaldstraße 10 (Karte)                               | 1913 | Anlage des Stiftes als Verpflegheim der Amtshauptmannschaft Meißen errichtet, markante Baulichkeiten im Reformstil aus dem Anfang des 20. Jahrhunderts, baugeschichtlich und ortsgeschichtlich bedeutend | 09267590 |
| Weitere Bilder | Ehemaliges Rathaus Neucoswig, heute Wohnhaus | Geschwister-Scholl-Platz 1 (Karte)                        | 1914 | Markanter Putzbau im Reformstil der Zeit um 1910, Anklänge an den Neoklassizismus, baugeschichtlich und ortsgeschichtlich bedeutend. Neoklassizistisches Portal, mit Weinreben gefüllter Dreiecksgiebel. | 09267580 |
| Weitere Bilder | Mietvilla mit Einfriedung | Grenzstraße 17 (Karte)                                    | Um 1900 | Bemerkenswerter historistischer Putzbau, Akzente durch Ziergiebel, baugeschichtlich und stadtentwicklungsgeschichtlich sowie künstlerisch bedeutend. Originale Torpfeiler, überdachter Holzbalkon, Holzgiebel. | 09267566 |
| Weitere Bilder | Villa Eichwald mit Toreinfahrt, Garten und Einfriedung | Grenzstraße 33 (Karte)                                    | Anfang 20. Jahrhundert, im Kern älter | Eines der markantesten Villenanwesen von Coswig, Beispiel der versachlichten Architektur nach 1900 mit sparsam akzentuierendem Bauschmuck, Gebäude im Kern noch aus dem 19. Jahrhundert, baugeschichtlich und stadtentwicklungsgeschichtlich bedeutend. Großes Gartengrundstück, im vorderen Bereich mit Beeteinfassungen und Wegeführung, bemerkenswerter Baumbestand, schmiedeeiserner Zaun, Villa mit Farbglasfenster, Dacherker und zwei Dachhäuser, rückwärtige Hallendiele mit Ausstattung, wohl ehemalige Fabrikantenvilla, auch seitlich Einfriedungsmauer. | 09267546 |
|                | Villa mit Einfriedung | Grenzstraße 49 (Karte)                                    | Ende 19. Jahrhundert | Gründerzeitlicher Putzbau, durch Volutengiebel betont, baugeschichtlich und stadtentwicklungsgeschichtlich bedeutend, runder Erker über zwei Geschosse, neobarocker Giebel | 09267540 |
| Weitere Bilder | Mietshaus in Ecklage und halboffener Bebauung | Hauptstraße 1 (Karte)                                     | Um 1900 | Mit Ladeneinbau, repräsentativer Historismusbau mit charakteristischer Klinker-Werkstein-Fassade, Akzente durch offene Loggien mit Balkongittern und turmartig erhöhtem Eckerker, eines der aufwändigsten Wohngebäude von Coswig, baugeschichtlich und stadtentwicklungsgeschichtlich bedeutend, wohl auch künstlerisch von Belang | 09266417 |
| Weitere Bilder | Wohnhaus (mit Bauskulptur) in Ecklage und offener Bebauung (Zigarrenhaus Thomas) | Hauptstraße 5 (Karte)                                     | 1930er Jahre | Mit Ladeneinbau, für die 1930er Jahre typisches, traditionalistisch gestaltetes Gebäude mit einfacher Putzfassade, Balkonmotiv und akzentuierende Bauskulptur, baugeschichtlich und stadtentwicklungsgeschichtlich bedeutend | 09266418 |
| Weitere Bilder | Zwei Schulgebäude (Alte Schule Nr. 8, Neue Schule Nr. 6 mit Zwischentrakt und angebauter Turnhalle) und von Hecken eingefasste Vorplatzgestaltung (1. Grundschule Coswig, Leonhard-Frank-Schule) | Hauptstraße 6, 8 (Karte)                                  | Bezeichnet mit 1865 (Alte Schule); 1897 (Schulturnhalle); bezeichnet mit 1905 (Hauptgebäude Neue Schule)                                                                 | Markantes Ensemble, die Neue Schule ein Gründerzeitgebäude, baugeschichtlich und ortsgeschichtlich bedeutend. Bezeichnet in Tafel über dem Eingang. Komplex aus großem Schulgebäude mit angebauter Turnhalle und freistehender Alter Schule und von Hecken eingefasste Vorplatzgestaltung. | 09266416 |
| Weitere Bilder | Wohnhaus in offener Bebauung und in Ecklage, mit Gartenpavillon und Einfriedung | Hauptstraße 19 (Karte)                                    | Um 1910 | Anspruchsvoller Bau der versachlichten Reformstil-Architektur nach 1900, mit hohem ausgebautem Mansarddach, Gliederung und Schmuck der Putzfassade zurückhaltend, baugeschichtlich bedeutend. Hat der Coswiger Architekt Eugen Pönisch für sich selbst errichtet, anfänglich möglicherweise als Einfamilienvilla geschaffen. Akzente der Fassade durch Blendbögen, Lisenen, Spiegel usw. | 09266419 |
|                | Wohnstallhaus und Scheune eines ehemaligen Dreiseithofes | Hauptstraße 25 (Karte)                                    | 2. Hälfte 19. Jahrhundert | Wohnstallhaus markanter ländlicher Putzbau mit zwei Rundbogenfenstern im straßenseitigen Giebel, stadtentwicklungsgeschichtlich bedeutend | 09266421 |
| Weitere Bilder | Saalbau des Gasthauses „Zur Börse“ | Hauptstraße 29 (Karte)                                    | 1900 | Aufwändig gestalteter Ballsaal mit Emporen, verzierter Decke, Voute und gusseisernen Säulen, baugeschichtlich und künstlerisch bedeutend, in Coswig zudem singulär. Klassizistisches Portal, Gaststätte Neubau 1992. | 09266424 |
| Weitere Bilder | Wohnstallhaus und Scheune eines Bauernhofes | Hauptstraße 31 (Karte)                                    | Ende 19. Jahrhundert | Charakteristisches ländliches Anwesen des 19. Jahrhunderts mit Massivbauten, baugeschichtlich und stadtentwicklungsgeschichtlich bedeutend | 09266426 |
| Weitere Bilder | Keller mit Zugang einschließlich Vorbau und markante Holzbalkendecke im Erdgeschoss des Wohnhauses eines Bauernhofes (Kellerhaus) | Hauptstraße 38 (Karte)                                    | Bezeichnet mit 1763 (Keller mit Zugang einschließlich Vorbau); 1763 (Balkendecke im Erdgeschoss)                                                                         | Bemerkenswerter Gebäudeteil, insbesondere die zwei Kellertonnen, welche sich unter der gesamten Längsachse des Gebäudes erstrecken, baugeschichtlich und stadtentwicklungsgeschichtlich bedeutend. Wohnhaus mit Fachwerk im Obergeschoss. Streichung des Wohnhauses 2017 bis auf Keller und Decke, da vom Altbau nur noch die Umfassungswände des Erdgeschosses und Teile des Daches alt sind. | 09266427 |
| Weitere Bilder | Wohnstallhaus eines Bauernhofes (Mohnsches Gut) | Hauptstraße 39 (Karte)                                    | Bezeichnet mit 1801 | Einer der ältesten Bauernhöfe von Coswig, Wohnstallhaus mit Segmentbogenportal, Obergeschoss wohl verputztes Fachwerk, Anlage noch weitestgehend ursprünglich, baugeschichtlich und stadtentwicklungsgeschichtlich bedeutend | 09266428 |
|                | Mietshaus in offener Bebauung | Hauptstraße 40 (Karte)                                    | Ende 19. Jahrhundert | Zeittypisches kleinstädtisches Wohngebäude der Gründerzeit mit Klinker-Werkstein-Fassade, Akzentuierung durch seitlichen Risalit mit Giebel, baugeschichtliche Bedeutung | 09266429 |
| Weitere Bilder | Wohnhaus und Seitengebäude eines Bauernhofes | Hauptstraße 50 (Karte)                                    | Mitte 19. Jahrhundert | Putzbauten, Wohnhaus mit originaler Innenraumaufteilung mit Türen und Deckenbalken, baugeschichtlich und stadtentwicklungsgeschichtlich bedeutend, älterer Vorgängerbau aus dem 17. Jahrhundert (?) | 09266430 |
| Weitere Bilder | Wäschemangel | Hohensteinstraße 82 (Karte)                               | 1938 Aufstellung in Brockwitz | Kastenmangel »Modell Siegmar« mit Elektromotor der Fabrik hauswirtschaftlicher Maschinen Ernst Herrschuh in Chemnitz-Siegmar, von hauswirtschaftsgeschichtlicher und technikgeschichtlicher Bedeutung | 09304167 |
| Weitere Bilder | Sozialgebäude einer Fabrik (ehemals VEB Cosid-Werke) | Industriestraße 9 (Karte)                                 | 1950er Jahre | Interessant gestalteter Putzbau mit Dachreiter, im Stil der Nationalen Bautradition der 1950er Jahre, baugeschichtlich und ortsgeschichtlich von Bedeutung | 09304099 |
| Weitere Bilder | Fabrikanlage (Coswiger Lederwerk) mit Hauptgebäude (Gebäude 1), Einfriedung an der Industriestraße sowie Kessel- und Maschinenhaus (Gebäude 3) | Industriestraße 25 (Karte)                                | 1910er Jahre | Gestalterisch bemerkenswerte Industriebauten, im Reformstil der Zeit um 1910, baugeschichtlich bedeutend, zudem von Belang für die Ortsgeschichte. Putzornamentik, alle anderen Gebäude sind nur im Rahmen des Umgebungsschutzes zu betrachten. | 09267592 |
| Weitere Bilder | Fabrikanlage (Coswiger Lack- und Farbenfabrik) mit Produktions- und Lagergebäude unmittelbar an der Eisenbahnstrecke, großer Turm für sogenannte Rektifizierungsanlage, kleiner Turm, große Esse und drei weitere Produktionsgebäude sowie Eingangshalle des Verwaltungsgebäudes | Industriestraße 28 (Karte)                                | 1916–1917 | Eine der bemerkenswertesten und gestalterisch anspruchsvollsten Fabrikareale des Ortes, repräsentativ gestaltete Eingangshalle im Verwaltungsgebäude, durch Lage an der Eisenbahnstrecke Dresden–Leipzig als Wahrzeichen der einst bedeutenden sächsischen Industriestadt Coswig, baugeschichtlich, ortshistorisch und industriegeschichtlich bedeutend sowie von baukünstlerischer Qualität | 08951456 |
| Weitere Bilder | Mietshaus (Nr. 4) in offener Bebauung mit Hinterhaus (Nr. 4a) | Johannesstraße 4, 4a (Karte)                              | Bezeichnet mit 1900 | Mietshaus zeittypischer gründerzeitlicher Klinkerbau, Akzent durch hervorgehobenen Mittelrisalit, baugeschichtlich und stadtentwicklungsgeschichtlich bedeutend | 09266431 |
| Weitere Bilder | Wohnhaus | Johannesstraße 5 (Karte)                                  | 1. Hälfte 19. Jahrhundert | Wohl ehemaliges Häusleranwesen, eines der vergleichsweise wenigen Fachwerkbauten von Coswig, baugeschichtlich und stadtentwicklungsgeschichtlich bedeutend | 09266432 |
| Weitere Bilder | Wohnhaus eines Bauernhofes | Johannesstraße 11 (Karte)                                 | 1. Hälfte 19. Jahrhundert | Markanter wohlproportionierter ländlicher Bau mit Krüppelwalmdach, eines der vergleichsweise wenigen Fachwerkgebäude von Coswig, baugeschichtlich und stadtentwicklungsgeschichtlich bedeutend, mit seinem Erscheinungsbild aus lokaler Sicht selten | 09266433 |
| Weitere Bilder | Schulgebäude (ehemalige Gewerbeschule zu Coswig) | Karrasstraße 3 (Karte)                                    | Bezeichnet mit 1914 | Putzbau mit repräsentativem und monumentalem Eingangsportal, ungewöhnlich gestaltetes Treppenhaus, markanter Bau der Reformarchitektur nach 1900, baugeschichtlich und ortsgeschichtlich bedeutend. Repräsentativer Portalaufsatz mit Datierung. Gewerbeschule 1914 mit drei Abteilungen: - I. Gewerblich-technische Abteilung für Handwerker und Maschinenbauer - II. Kaufmännische Abteilung für junge Kaufleute, Gewerbetreibende und Kontoristinnen - III. Wahlfreie Fächer, zwischenzeitlich Wirtschaftsgymnasium, neuerdings Bürogebäude | 09266436 |
| Weitere Bilder | Villa „Karrasburg“, heute Museum | Karrasstraße 4 (Karte)                                    | 1897 | Markantes historistisches Gebäude mit Treppenturm, halbrundem Altan und Ziergiebel, in den 1950er Jahren als Wohnheim, später auch zu Unterrichtszwecken genutzt (Gewerbeschule), seit 1996 Coswiger Museum, baugeschichtlich und ortsgeschichtlich sowie künstlerisch bedeutend. Dahinter Mauerreste der Burg. Wurde von 1993 bis 1996 saniert. | 09266437 |
| Weitere Bilder | Mauerreste einer Burganlage | Karrasstraße 4 (hinter) (Karte)                           | 14.–16. Jahrhundert | Bruchsteinmauern der mittelalterlichen Karrasburg, geschichtlich bedeutend | 09266435 |
| Weitere Bilder | Ehemaliges Wirtschaftsgebäude des Coswiger Rittergutes, später Museum | Karrasstraße 6 (Karte)                                    | 1. Hälfte 19. Jahrhundert | Ursprünglich im Besitz der lokal bedeutsamen Familie Karras, später zum Wohnhaus umgebaut, zeitweilig Museum, heute Gasthaus, schlichter eingeschossiger Bau, charakteristisches Erscheinungsbild durch Dachausbau, von besonderer ortsgeschichtlicher Bedeutung. Gelände ursprünglich Teil einer Wasserburg, die im 15. und 16. Jahrhundert von der lokal bedeutenden Familie Karras bewohnt wurde, später wird es Rittergut mit wechselnden Besitzern. Das Anwesen wird im Jahre 1726 durch ein Feuer zerstört. Das Wirtschafts- und Stallgebäude stammt vermutlich aus der 1. Hälfte des 19. Jahrhunderts (im Kern möglicherweise noch älter). Sein Umbau zum Wohnhaus erfolgt 1897. Ab 1957 wurde es zeitweilig als Museum genutzt. | 09266438 |
| Weitere Bilder | Wohnhaus in offener Bebauung und in Ecklage, dazu Kiosk an einer Grundstücksecke (ehemalige Weinhandlung und Café Emil Weidensdorfer) | Kastanienstraße 2 (Karte)                                 | 1884 | Ehemals mit Laden, markanter historistischer Putzbau mit Dachaufbauten, hervorgehoben der Mittelrisalit mit Stufengiebel, der Kiosk später (1913), baugeschichtlich und ortsgeschichtlich bedeutend. Als Eckbau konzipiert, Stufengiebel, heute ausschließlich zu Wohnzwecken genutzt. | 09267529 |
| Weitere Bilder | Mietvilla mit Einfriedung (Villa Tusculum) | Kastanienstraße 5 (Karte)                                 | 1895 | Repräsentatives Gebäude im historistischen Stil, baugeschichtlich bedeutend. Holzveranda, Dacherker, Dachhäuser, Zaunpfeiler original erhalten. | 09267533 |
| Weitere Bilder | Mietvilla mit Teilen der Einfriedung | Kirchstraße 5 (Karte)                                     | Um 1900 | Markanter Historismusbau mit rückwärtigem Treppenturm und charakteristischen Dachüberständen, Anklänge an den Schweizerhausstil, baugeschichtlich bedeutend | 09266439 |
|                | Weinkelterei mit Wohnhaus (mit Ladeneinrichtung), angebautem Wirtschaftsteil und Wirtschaftsgebäude mit Turm, Gartengrundstück, Einfriedung und Toreinfahrt sowie Dampfmaschine als Wasserpumpe (ehemalige Wein-Großhandlung und Kelterei Otto Streller) | Kötitzer Straße 7 (Karte)                                 | 1890–1893, im Kern älter (Weinkelterei) | Großes repräsentatives Anwesen, aufwendige Fassadengestaltungen des Wirtschaftsgebäudes, gestalterisch aufgewertet durch Turmanbau, im Wohnhaus historische Ladeneinrichtung, baugeschichtlich und ortsgeschichtlich bedeutend. Wohnhaus mit Gewölbe, Tiefenkeller, Wirtschaftsgebäude mit Putzgliederung, im Inneren eine Dampfmaschine als Wasserpumpe für den Weinkeller, originaler Zaun und Torpfeiler mit Flügeltor. Weinhandlung Streller 1863 gegründet. Neben Verkauf und Versand wurden eigene Weine hergestellt. | 09267567 |
| Weitere Bilder | Bahnhof Coswig mit Empfangsgebäude, Zwischenbau und Güterabfertigung | Kötitzer Straße 10 (neben) (Karte)                        | 1870 | Weitgehend authentisch erhaltenes gründerzeitliches Empfangsgebäude des alten Bahnhofs der Eisenbahnstrecken Borsdorf–Coswig (6386; sä. BC) und Berlin–Elsterwerda–Dresden (6248; sä. DE), später als Bahnmeister genutzt, baugeschichtlich, verkehrsgeschichtlich und ortsgeschichtlich bedeutend | 09266440 |
| Weitere Bilder | Villa | Kötitzer Straße 18 (Karte)                                | Ende 19. Jahrhundert | Historistischer Bau mit charakteristischer Klinker-Sandstein-Fassade, seitliche Veranda, Eingang gestalterisch hervorgehoben, baugeschichtlich bedeutend. Klinkerfassade, Balkone über zwei Geschosse mit Holzaufbau. | 09267547 |
| Weitere Bilder | Villa mit Parkanlage (Gartendenkmal), darin befindlichem chinesischen Pavillon, Brunnen und Resten eines Weinkellers sowie Einfriedungsmauer (Villa Palstring, Villa Teresa) | Kötitzer Straße 30 (Karte)                                | 1873–1874 | Heute Veranstaltungshaus, markanter gründerzeitlicher Villenbau, stilistisch noch spätklassizistische Anklänge, baugeschichtlich sowie künstlerisch bedeutend. Zeitweise Wohnort des Komponisten Eugen d’Albert (1864–1932) und seiner Frau Teresa Carreño (1853–1917), einer berühmten Pianistin. An der Vorderfront Sandstein-Freitreppe und Tafel: „Hier lebte von 1891 bis 1895 Eugène d’Albert, geb. 1864, gestorben 1932, Komponist der Oper ‚Tiefland‘ mit seiner Frau Carreno, geb. 1853, gestorben 1917 (Pianistin)“. | 09267551 |
| Weitere Bilder | Schulgebäude (Kötitzer Schule) | Kötitzer Straße 45 (Karte)                                | 1899–1900 | Repräsentativer historistischer Bau, Eingangsrisalit mit Uhrturm gestalterisch hervorgehoben, baugeschichtlich und ortsgeschichtlich bedeutend. Eingangsportal mit Dreiecksgiebel, Original-Zaun. | 09267552 |
| Weitere Bilder | Ehemaliges Rathaus Kötitz, mit Einfriedung, heute Schule | Kötitzer Straße 47 (Karte)                                | 1907 | Schlichter Putzbau, Eingang durch Turm und Sandsteinportal hervorgehoben, im Reform- und Jugendstil, ortsgeschichtlich bedeutend. Eingangsbereich mit Jugendstil-Ornamentik, risalitartig hervorgehobener Mittelteil, seit Mitte der 1950er Jahre Schule. | 09267553 |
| Weitere Bilder | Mietshaus in offener Bebauung und in Ecklage sowie Einfriedung | Lindenstraße 2 (Karte)                                    | Ende 19. Jahrhundert | Mit Laden, typischer gründerzeitlicher Bau mit Klinker-Putz-Fassade, die vorgezogene Ecke durch Aufbau betont, baugeschichtlich und stadtentwicklungsgeschichtlich bedeutend. Im Obergeschoss Klinkerfassade, Dachhäuser, Zaunpfeiler original erhalten. | 09267534 |
|                | Wohnhaus in offener Bebauung | Lindenstraße 9 (Karte)                                    | 1927 | Anspruchsvolles Wohnhaus eines Arztes, gut erhalten, Putzbau mit Gesimsen und Fensterläden, charakteristischer traditionalistischer Bau der 1920er Jahre, baugeschichtlich bedeutend | 09269984 |
| Weitere Bilder | Mietvilla | Lindenstraße 19 (Karte)                                   | Ende 19. Jahrhundert | Markante historistische Villa mit verzierten Fenstereinfassungen, Rundbogenöffnungen an seitlicher Veranda, baugeschichtlich bedeutend. Putzgliederung, Farbglasfenster. | 09267531 |
| Weitere Bilder | Villa | Lutherstraße 1 (Karte)                                    | Um 1915 | Anspruchsvoll gestalteter Wohnbau aus dem ersten Viertel des 20. Jahrhunderts, mit Tendenzen zum Reformstil, klarer wohlproportionierter Baukörper mit wenigen akzentuierenden Gliederungs- und Schmuckelementen, baugeschichtlich sowie künstlerisch bedeutend. Durch Sanierung Lisenengliederung am straßenseitigen Anbau verloren gegangen. | 09266442 |
|                | Feuerwehrgebäude mit Schlauchturm | Moritzburger Straße 2 (Karte)                             | 1928 | Markanter moderner Bau der 1920er Jahre, eine der Höhendominanten von Coswig, baugeschichtlich und ortsgeschichtlich sowie städtebaulich bedeutend | 09266443 |
| Weitere Bilder | Mietshaus in offener Bebauung | Moritzburger Straße 4 (Karte)                             | 1930er Jahre | Bau der versachlichten Architektur nach 1900 mit großem, schlichtem Baukubus mit hohen Walmdach, von wenigen akzentuierenden Gliederungselementen belebt, gewisse baugeschichtliche Bedeutung | 09266444 |
| Weitere Bilder | Doppelwohnhaus in offener Bebauung | Naundorfer Straße 9, 9a (Karte)                           | 1910er Jahre | Mit Nr. 11 kleine Wohnanlage aus dem Anfang des 20. Jahrhunderts, Bauten zeigen die damals typische versachlichte Architektur mit klaren, wohlproportionierten Baukörpern und wenigen akzentuierenden Gliederungselementen (in Ziegelstein und Fachwerk), baugeschichtlich und stadtentwicklungsgeschichtlich bedeutend. Rundbogenfenster, Klinkerverblendungen der Fenster im Erdgeschoss, Fachwerk im Dacherker. | 09267570 |
| Weitere Bilder | Wohnhaus in offener Bebauung, mit Einfriedung | Naundorfer Straße 11 (Karte)                              | 1910er Jahre | Mit Nr. 9/9a kleine Wohnanlage aus dem Anfang des 20. Jahrhunderts, Bauten zeigen die damals typische versachlichte Architektur mit klaren, wohlproportionierten Baukörpern und wenigen akzentuierenden Gliederungselementen (in Ziegelstein und Fachwerk), baugeschichtlich und stadtentwicklungsgeschichtlich bedeutend. Rundbogenfenster, Klinkerverblendung der Fenster im Erdgeschoss, Fachwerk im Dacherker. | 09267569 |
| Weitere Bilder | Wohnstallhaus eines Bauernhofes | Naundorfer Straße 68 (Karte)                              | 1. Hälfte 19. Jahrhundert | Markanter ländlicher Bau mit Fachwerkobergeschoss, ursprünglich erhalten, einer der vergleichsweise wenigen Fachwerkbauten von Coswig, in alter Ortslage Kötitz, baugeschichtlich bedeutend, Fachwerk massiv untersetzt | 09267562 |
|                | Wohnstallhaus eines Bauernhofes | Naundorfer Straße 95 (Karte)                              | Bezeichnet mit 1831 | Markanter ländlicher Bau mit Fachwerkobergeschoss und Segmentbogenportal, ursprünglich erhalten, eines der vergleichsweise wenigen Fachwerkgebäude von Coswig, in alter Ortslage Kötitz, baugeschichtlich bedeutend, Fachwerk massiv untersetzt | 09267563 |
| Weitere Bilder | Heilstätte Lindenhof (Sachgesamtheit) | Neucoswiger Straße 21 (Steinstraße 1) (Karte)             | 1890–1896 | Sachgesamtheit Heilstätte Lindenhof: ehemaliges Sanatorium (vorher Weingut), heute Fachkrankenhaus (Anschriften Neucoswiger Straße 21 und Steinstraße 1), mit zentralem Baukörper aus vier pavillonartig angeordneten Gebäuden (Gesellschaftshaus, Vorderes Damenhaus, Vorderes Herrenhaus und Wirtschaftsgebäude, heute u. a. Gebäude 7 und 8, Sozialdienst, Innere Medizin, stationäre Aufnahme und Information), Pförtnerhaus (heute Gebäude 9/10, Café am Lindenhof und Verkaufsstelle), Villa des Chefarztes, Wohngebäude (Albertvilla, nicht näher charakterisiert), später hinzugekommener Tuberkuloseklinik (ehemals Hinteres Damenhaus, heute Gebäude 1/2, Klinikhauptgebäude (ohne moderne Anbauten), kleinerem Sanatoriumsgebäude (sogenanntes Parkhaus, heute Gebäude 3), Sanatoriumsgebäude (Hinteres Herrenhaus, später Geschwister-Scholl-Haus, heute Gebäude 4), Tischlerei und Desinfektion, Wirtschafts- und Verwaltungsgebäude (Anschrift Steinstraße 1), zwei pavillonartige Bauten an der Einfriedung Steinstraße, Brunnenhaus, Skulpturen unterschiedlichster Entstehungszeit, Denkmal, Brunnen und Einfriedung (ID-Nr. 09267577) sowie weiteren Baulichkeiten (Sachgesamtheitsteil) und Park (Gartendenkmal); gestalterisch bemerkenswertes Ensemble mit zumeist historistischem Erscheinungsbild des späten 19. Jahrhunderts, auch der große Erweiterungsbau aus den 1920er Jahren als Beispiel der Neuen Sachlichkeit anspruchsvoll, baugeschichtlich und ortsgeschichtlich sowie künstlerisch bedeutend Klinikhauptgebäude [Störelemente: moderne Anbauten des Klinikhauptgebäudes] | 09303458 |
| Weitere Bilder | Ehemaliges Sanatorium (vorher Weingut), heute Fachkrankenhaus, mit zentralem Baukörper aus vier pavillonartig angeordneten Gebäuden (Gesellschaftshaus, Vorderes Damenhaus, Vorderes Herrenhaus und Wirtschaftsgebäude, heute u. a. Gebäude 7 und 8, Sozialdienst, Innere Medizin, stationäre Aufnahme und Information), Pförtnerhaus (heute Gebäude 9/10, Café am Lindenhof und Verkaufsstelle), Villa des Chefarztes, Wohngebäude (Albertvilla, nicht näher charakterisiert), später hinzugekommener Tuberkuloseklinik (ehemals Hinteres Damenhaus, heute Gebäude 1/2, Klinikhauptgebäude (ohne moderne Anbauten), kleinerem Sanatoriumsgebäude (sogenanntes Parkhaus, heute Gebäude 3), Sanatoriumsgebäude (Hinteres Herrenhaus, später Geschwister-Scholl-Haus, heute Gebäude 4), Tischlerei und Desinfektion, Wirtschafts- und Verwaltungsgebäude, zwei pavillonartige Bauten an der Einfriedung Steinstraße, Brunnenhaus, Skulpturen unterschiedlichster Entstehungszeit, Denkmal, Brunnen und Einfriedung (Einzeldenkmale zu ID-Nr. 09303458) | Neucoswiger Straße 21 (Steinstraße 1) (Karte)             | Bezeichnet mit 1747 (Pförtnerhaus); 1890–1896 (Heilanstalt); Ende 19. Jahrhundert (Chefarztvilla); vor 1900 (Tischlerei und Desinfektion); 1931 (Tuberkuloseklinik)      | Einzeldenkmale der Sachgesamtheit Heilstätte Lindenhof; gestalterisch bemerkenswertes Ensemble mit zumeist historistischem Erscheinungsbild des späten 19. Jahrhunderts, auch der große Erweiterungsbau aus den 1920er Jahren als Beispiel der Neuen Sachlichkeit anspruchsvoll, baugeschichtlich und ortsgeschichtlich sowie künstlerisch bedeutend | 09267577 |
| Weitere Bilder | Einfriedungsmauer | Neuhofweg (Karte)                                         | 18./19. Jahrhundert | Bruchsteinmauer, bedeutend für das Ortsbild | 09267589 |
| Weitere Bilder | Evangelische Stadtkirche St. Peter und Paul mit Ausstattung | Pestalozzistraße 3 (Karte)                                | 1718 (Taufe); 1901–1903 (Kirche und Statue); 1903 (Orgelprospekt und Wassermaschine)                                                                                     | Zentralbau über griechischem Kreuz mit Turmfassade im Süden, Querarmen und Chor, dazu die komplette Ausstattung einschließlich Orgel und Vasa sacra, in Neorenaissanceformen errichtet, markantes Beispiel der Kirchenbaukunst um 1900, Architekt: Woldemar Kandler (1866–1929), Dresden, baugeschichtlich, ortsgeschichtlich und ortsbildprägend von Bedeutung | 09266459 |
| Weitere Bilder | Alte Kirche Coswig (Sachgesamtheit) | Ravensburger Platz (Karte)                                | Bezeichnet mit 1497 | Sachgesamtheit Alte Kirche Coswig, mit den Einzeldenkmalen: Kirche (einschließlich Ausstattung), dazu Kriegerdenkmal am Kirchhof, einige Grabsteine und Einfriedung des Kirchhofs (ID-Nr. 09266445) sowie als Sachgesamtheitsteil: Kirchhof mit altem Baumbestand (Gartendenkmal); Saalkirche mit Westturm und kompletter Innenausstattung einschließlich Orgel und Vasa sacra, gotische Kirche, Turm mit Volutengiebeln der Renaissancezeit, bemerkenswertes Zeugnis der Kirchenbaukunst vom späten Mittelalter bis in das 18. Jahrhundert, baugeschichtlich, stadtentwicklungsgeschichtlich sowie künstlerisch wertvoll, außerdem von singulärer Bedeutung für Ortsgeschichte, Grabsteine zumeist aus dem 19. Jahrhundert | 09303459 |
| Weitere Bilder | Kirche mit Ausstattung, dazu Kriegerdenkmal am Kirchhof, einige Grabsteine und Einfriedung (Einzeldenkmale zu ID-Nr. 09303459) | Ravensburger Platz (Karte)                                | Bezeichnet mit 1497 (Kirche); 1611 bis spätes 18. Jahrhundert (Ausstattung); 1611 (Felderdecke und Altar); Anfang 17. Jahrhundert (Orgelprospekt); 1925 (Kriegerdenkmal) | Einzeldenkmale der Sachgesamtheit Alte Kirche Coswig; Saalkirche mit Westturm und kompletter Innenausstattung einschließlich Orgel und Vasa sacra, baugeschichtlich und stadtentwicklungsgeschichtlich sowie künstlerisch wertvoll, außerdem von singulärer Bedeutung für Ortsgeschichte. - Alte Kirche Coswig: gotische Kirche, Turm mit Volutengiebeln der Renaissancezeit, bemerkenswertes Zeugnis der Kirchenbaukunst vom späten Mittelalter bis in das 18. Jahrhundert - Kriegerdenkmal : durch den Sächsischen Militärverein „Einigkeit – Coswig und Umgebung“ 1925 Errichtung eines Kriegerdenkmals in der Einfriedung des Kirchhofs | 09266445 |
| Weitere Bilder | Wohnstallhaus eines Bauernhofes | Ravensburger Platz 3 (Karte)                              | Bezeichnet mit 1833 | Eines der vergleichsweise wenigen Fachwerkgebäude von Coswig, bildet markantes Ensemble mit Nachbarhaus Nr. 5, wichtig für das Ortsbild, baugeschichtlich und stadtentwicklungsgeschichtlich bedeutend, Tischlerei | 09266446 |
| Weitere Bilder | Wohnstallhaus eines Bauernhofes, mit Einfriedung und Hoftor | Ravensburger Platz 5 (Karte)                              | 1. Hälfte 19. Jahrhundert | Eines der vergleichsweise wenigen Fachwerkgebäude von Coswig, bildet markantes Ensemble mit Nachbarhaus Nr. 3, wichtig für Ortsbild, baugeschichtlich und stadtentwicklungsgeschichtlich bedeutend | 09266447 |
| Weitere Bilder | Pfarrhaus in offener Bebauung | Ravensburger Platz 6 (Karte)                              | 1893 | In den Formen der deutschen Neorenaissance errichtet, Akzentuierung durch Risalit mit Volutengiebeln, baugeschichtlich und ortsgeschichtlich bedeutend, im Hof Anbau des neuen Gemeindezentrums | 09266448 |
| Weitere Bilder | Wohn- und Bürogebäude mit Anbau (Torhaus) und Einfriedung | Ravensburger Platz 11 (Karte)                             | Bezeichnet mit 1939 | Heute Wohnhaus, früher Fuhrunternehmen, typisches und weitestgehend ursprünglich erhaltenes Gebäude der 1930er Jahre, einfacher Putzbau mit hervorgehobenem Eingangsbereich, veranschaulicht unverfälscht damalige Architektursprache, baugeschichtlich bedeutend | 09266450 |
|                | Mietshaus in offener Bebauung und in Ecklage | Sachsenstraße 7 (Karte)                                   | Ende 19. Jahrhundert | Charakteristisches gründerzeitliches Wohngebäude mit Klinkerfassade, Eckbetonung durch Balkon und Dachaufbau, baugeschichtlich und stadtentwicklungsgeschichtlich von Belang | 09266457 |
| Weitere Bilder | Ehemaliges Postgebäude in Ecklage | Sachsenstraße 8 (Karte)                                   | Bezeichnet mit 1907 | Für kleinstädtische Verhältnisse geradezu opulenter Historismusbau mit charakteristischer Klinker-Sandstein-Fassade, Akzentuierung der verbrochenen Ecke durch Giebelaufbauten und repräsentativen Altan, baugeschichtlich und künstlerisch von Belang, als historisches Postgebäude des Ortes auch bedeutend für Ortsgeschichte, Tafel mit Datierung | 09266401 |
| Weitere Bilder | Villa mit angebautem Torhaus sowie Garteneinfriedung | Sachsenstraße 9 (Karte)                                   | Um 1910 | Gebäude aus dem Anfang des 20. Jahrhunderts, charakteristischer Bau der Reformarchitektur mit repräsentativem, aber weitestgehend schmucklosem Erscheinungsbild, baugeschichtlich und auch künstlerisch bedeutend | 09266458 |
| Weitere Bilder | Friedhof Coswig (Sachgesamtheit) | Salzstraße 16 (Karte)                                     | Ende 19. Jahrhundert (Alter Friedhof); um 1935 (Neuer Friedhof) | Sachgesamtheit Friedhof Coswig, Friedhof mit Teil südlich (Neuer Friedhof) und nördlich (Alter Friedhof) der Salzstraße, mit den Einzeldenkmalen: Leichenhalle, Einfriedung mit zwei Toren, einige Gräber (ID-Nr. 09267527) sowie dem Sachgesamtheitsteil: Grüngestaltung; mit charakteristischer kreuzförmiger Wegeführung und Alleen, gesamte Anlage von gartengestalterischer und ortsgeschichtlicher Bedeutung. Friedhof Coswig mit charakteristischer kreuzförmiger Wegeführung, daran Alleen, Umfriedung aus Bruch- und Ziegelsteinmauer mit zwei Toren, der nördlich der Straße gelegene Teil jünger, mit Leichenhalle (Architekt: Rudolf Kolbe (1873–1947), Dresden) und gartengestalterisch qualitätvoller Heckenanlage (1930er Jahre), der sich anschließende Waldfriedhof bis auf einige Grabmäler denkmalpflegerisch weniger relevant, gesamte Anlage von gartengestalterischer und ortsgeschichtlicher Bedeutung | 09303460 |
| Weitere Bilder | Leichenhalle, Einfriedung mit zwei Toren, einige Grabmale (Einzeldenkmale zu ID-Nr. 09303460) | Salzstraße 16 (Karte)                                     | Ende 19. Jahrhundert (Alter Friedhof); um 1935 (Neuer Friedhof); 1939 (Leichenhalle)                                                                                     | Einzeldenkmale der Sachgesamtheit Friedhof Coswig; mit charakteristischer kreuzförmiger Wegeführung und Alleen, gesamte Anlage von gartengestalterischer und ortsgeschichtlicher Bedeutung. - Rechte Straßenseite: schmiedeeisernes Tor, schmiedeeiserner Zaun, linke Straßenseite: Mauereinfriedung. - Sechs Grabmale: - Grabmal Boettcher (Gustav Adolf Boettcher, gestorben 1901) - Grabmal Thienemann (Wilhelm Thienemann, gestorben 1927), Relief am Grabmal bezeichnet mit 1902 und J. M. Wolff - Grabmal Familie Emmrich (Hedwig Emmrich gestorben 1919) - Grabmal Familie Slotta (Fabrikbesitzer Ernst Johannes Paul Slotta gestorben 1918), Sandstein, Figurengruppe in Kunststein (Betonguss) - Grabmal Familie Risse (Ottilie Risse gestorben 1931) - Grabmal Müller (Fleischermeister Otto Müller gestorben 1928), weibliche Figur vor Kreuz | 09267527 |
| Weitere Bilder | Mietshaus in offener Bebauung, mit Einfriedung | Spitzgrundstraße 4 (Karte)                                | Ende 19. Jahrhundert | Markanter Historismusbau mit Eckturm und gotisierende Treppengiebeln, Klinkerfassade, Akzente durch Fensterbedachungen und unterschiedlich farbige Eckquaderung, baugeschichtlich bedeutend. Als Eckbau konzipiert, Eckturm, Stufengiebel und geschwungener Giebel, Klinkerfassade. | 09267582 |
| Weitere Bilder | Wohnhaus mit Turmanbau | Spitzgrundstraße 6 (Karte)                                | 2. Hälfte 19. Jahrhundert | Wohl ehemaliges Weingut, schlichter burgenartiger Bau des sogenannten romantischen Historismus, baugeschichtlich und ortsgeschichtlich von Belang. Einer Burg nachempfunden, Turm mit Zinnen. | 09267572 |
| Weitere Bilder | Wohnhaus eines ehemaligen Weingutes sowie Allee (Gartendenkmal) zur Spitzgrundstraße | Spitzgrundstraße 24a (Karte)                              | 1743 (Dendro an Wohnhaus) | Markantes Gebäude mit Turmanbau und Mansarddach, baugeschichtlich und ortsgeschichtlich bedeutend. Ein erhaltener Torpfeiler, runder Turmanbau mit Kuppeldach und Fensteroval, vermutlich der ehemalige Zimmerhof. | 09267575 |
| Weitere Bilder | Ehemaliges Sanatorium (vorher Weingut), heute Fachkrankenhaus, mit zentralem Baukörper aus vier pavillonartig angeordneten Gebäuden (Gesellschaftshaus, Vorderes Damenhaus, Vorderes Herrenhaus und Wirtschaftsgebäude, heute u. a. Gebäude 7 und 8, Sozialdienst, Innere Medizin, stationäre Aufnahme und Information), Pförtnerhaus (heute Gebäude 9/10, Café am Lindenhof und Verkaufsstelle), Villa des Chefarztes, Wohngebäude (Albertvilla, nicht näher charakterisiert), später hinzugekommener Tuberkuloseklinik (ehemals Hinteres Damenhaus, heute Gebäude 1/2, Klinikhauptgebäude (ohne moderne Anbauten), kleinerem Sanatoriumsgebäude (sogenanntes Parkhaus, heute Gebäude 3), Sanatoriumsgebäude (Hinteres Herrenhaus, später Geschwister-Scholl-Haus, heute Gebäude 4), Tischlerei und Desinfektion, Wirtschafts- und Verwaltungsgebäude, zwei pavillonartige Bauten an der Einfriedung Steinstraße, Brunnenhaus, Skulpturen unterschiedlichster Entstehungszeit, Denkmal, Brunnen und Einfriedung (Einzeldenkmale zu ID-Nr. 09303458) | Steinstraße 1 (Karte)                                     | 1890–1896 | Einzeldenkmale der Sachgesamtheit Heilstätte Lindenhof; gestalterisch bemerkenswertes Ensemble mit zumeist historistischem Erscheinungsbild des späten 19. Jahrhunderts, auch der große Erweiterungsbau aus den 1920er Jahren als Beispiel der Neuen Sachlichkeit anspruchsvoll, baugeschichtlich und ortsgeschichtlich sowie künstlerisch bedeutend | 09267577 |
| Weitere Bilder | Einfriedungsmauer entlang Straße Am Talkenberger Hof und Steinstraße | Steinstraße 20, 22, 24 (vor); Am Talkenberger Hof (Karte) | 18./19. Jahrhundert | Bruchsteinmauer, baugeschichtlich und ortsbildprägend von Bedeutung | 09267587 |
| Weitere Bilder | Zwei Splitterschutzzellen | Straße des Friedens (Karte)                               | 1. Viertel 20. Jahrhundert | Aus dem Zweiten Weltkrieg, geschichtlich bedeutend. Die Zellen bestehen aus einem zylindrischen, genieteten Metallkörper mit gewölbter Abdeckung, Sehschlitzen und einer Türöffnung. Sie dienten wohl als Schutz vor Explosionen. Nach neueren Erkenntnissen wurden sie im Zweiten Weltkrieg aufgestellt, um den Menschen bei Bombardements der Alliierten Schutz zu bieten. | 09301503 |
| Weitere Bilder | Mietshaus (mit Café) in Ecklage und offener Bebauung | Wettinplatz 9 (Karte)                                     | 1911 | Markanter Bau der versachlichten Reformstil-Architektur nach 1900, baugeschichtlich bedeutend, zudem als einst bekanntes Coswiger Café ortsgeschichtlich von Belang. Einst bekanntes und beliebtes Café (mit Gaststätte und moderner Kegelbahn), Café und Conditorei 1919 von Max Saupe übernommen. | 09266461 |
| Weitere Bilder | Villa mit Einfriedung | Wettinstraße 18 (Karte)                                   | Um 1900 | Historistischer Putzbau mit Holzveranda, baugeschichtliche Bedeutung, Einfriedung original erhalten, Landhausstil | 09267565 |

## Brockwitz, einschließlichClieben
| Bild           | Bezeichnung | Lage                                      | Datierung | Beschreibung | ID       |
| -------------- | --- | ----------------------------------------- | --- | --- | -------- |
| Weitere Bilder | Brücke als Feldüberfahrt über den Lockwitzbach | (Gemarkung Clieben, Flurstück 20) (Karte) | Bezeichnet mit 1800                                                                                                 | Steinbogenbrücke, bedeutend für die Umgebung und für die Kulturlandschaft zudem Zeugnis der Brückenbaukunst zur Entstehungszeit, baugeschichtlich von Bedeutung. Schlussstein des Brückenbogens bezeichnet mit 1800. | 09266406 |
| Weitere Bilder | Wohnstallhaus (über winkelförmigem Grundriss, mit zwei Hausnummern, Nr. 134a/b) und Stallgebäude (Nr. 132) eines Bauernhofes                                            | Dresdner Straße 132, 134a, 134b (Karte)   | Bezeichnet mit 1864                                                                                                 | Wohnstallhaus Putzbau mit Zwillingsfenster im Giebel, Stallgebäude als Klinkerbau, beeindruckendes ländliches Anwesen des 19. Jahrhunderts, hakenförmige Anlage, baugeschichtlich und wirtschaftsgeschichtlich bedeutend, zudem von Belang für das Ortsbild. Türsturz bezeichnet mit 1864, Inschrift in Türsturz „Bis hierher hat Gott geholfen, Gott hilft hoch?, Gott wird weiter helfen. Erbaut im Jahre 1864 von Carl Gotthelf Haudel“, Wohntrakt mit Weinspalier, Anbau mit einer Art Oberlaube und Zier-Umgebinde. | 09267475 |
| Weitere Bilder | Schulgebäude mit Anbau, Hintergebäude (ehemals Aborthäuschen) und Einfriedung (Brockwitzer Schule)                                                                      | Dresdner Straße 170 (Karte)               | Bezeichnet mit 1905                                                                                                 | Repräsentativer späthistoristischer Bau mit aufwändiger Eingangsgestaltung, Erweiterungsbau im traditionalistischen Stil der 1920er Jahre, baugeschichtlich und ortsgeschichtlich sowie künstlerisch bedeutend. Gekehltes üppiges Portal, Betonung der Mittelachse durch einen Dreiecksgiebel. | 09267449 |
| Weitere Bilder | Wohnstallhaus und Seitengebäude eines Dreiseithofes | Dresdner Straße 175 (Karte)               | 2. Hälfte 19. Jahrhundert                                                                                           | Charakteristisches ländliches Anwesen des 19. Jahrhunderts, Hofseite des Wohnstallhauses mit Fachwerk im Obergeschoss, die Giebel durch Drillingsfenster (Serliomotiv) und Doppelfenster betont, baugeschichtlich bedeutend, zudem als Teil des markanten Dorfkerns von Brockwitz. Putzgliederung der Hoffronten mittlerweile entfernt. | 09267451 |
| Weitere Bilder | Wohnstallhaus und Torpfeiler der Hofzufahrt eines Dreiseithofes | Dresdner Straße 179 (Karte)               | Bezeichnet mit 1854                                                                                                 | Massivbau mit zwei Rundbogenfenstern im Giebel, baugeschichtlich bedeutend. Inschrift über der Tür „Der Flamme Wuth verzehrte Hab und Gut den 25. März 1854. Was ich verlor durch Feuersnoth, erbaut ich mit in dem Vertraun auf Gott. S. G. Mäßler“ (bildet Dreiseithof mit Nr. 179a). | 09267452 |
| Weitere Bilder | Wohnhaus | Dresdner Straße 181 (Karte)               | Ende 19. Jahrhundert                                                                                                | Gründerzeitliche Klinkerfassade mit Sandsteinornamentik, charakteristischer Wohnbau des ausgehenden 19. Jahrhunderts, baugeschichtlich bedeutend, zudem Dokument für die allmähliche Verstädterung vieler Landgemeinden und somit ortsentwicklungsgeschichtlich von Belang | 09267453 |
| Weitere Bilder | Wohnstallhaus und Seitengebäude (mit Auszüglerwohnung), Torpfeiler und Hofmauer eines ehemaligen Dreiseithofes                                                          | Dresdner Straße 183 (Karte)               | 1854 (Wohnstallhaus); 2. Hälfte 19. Jahrhundert (Auszugshaus)                                                       | Massivbauten mit Rundbogenfenstern im Giebel, einer der repräsentativsten Bauernhöfe auf dem Stadtgebiet Coswig, baugeschichtlich bedeutend, Wirtschaftsgebäude mit Torbogen | 09267454 |
| Weitere Bilder | Wohnstallhaus, Seitengebäude, Scheune und Toranlage eines Dreiseithofes                                                                                                 | Dresdner Straße 186 (Karte)               | Bezeichnet mit 1854 (Wohnstallhaus); 2. Hälfte 19. Jahrhundert (Seitengebäude); 2. Hälfte 19. Jahrhundert (Scheune) | Charakteristisches ländliches Anwesen des 19. Jahrhunderts mit Massivbauten, Rundbogenfenster im Giebel, trotz Veränderungen im Detail markante geschlossene Anlage, baugeschichtlich und wirtschaftsgeschichtlich bedeutend | 09267536 |
| Weitere Bilder | Postgebäude (heute Wohnhaus) mit Seitengebäude (Ausspanne) und Einfriedungsmauer mit Torpfeilern                                                                        | Dresdner Straße 189 (Karte)               | Bezeichnet mit 1879                                                                                                 | Spätklassizistische wirkende Gestaltung des historistischen Gebäudes durch Dreiecksgiebel und Ecklisenen, Anwesen baugeschichtlich und ortsgeschichtlich bedeutend, Sandsteinornamentik | 09267457 |
| Weitere Bilder | Wohnstallhaus, Seitengebäude, Scheune, Hofmauer und Torpfeiler eines Dreiseithofes                                                                                      | Dresdner Straße 190 (Karte)               | Bezeichnet mit 1854 (Wohnstallhaus); 2. Hälfte 19. Jahrhundert (Seitengebäude)                                      | Charakteristisches ländliches Anwesen des 19. Jahrhunderts, Massivbauten mit Rundbogenfenstern an den straßenseitigen Giebeln, Hofanlage noch vollständig erhalten, baugeschichtlich und wirtschaftsgeschichtlich bedeutend | 09267469 |
| Weitere Bilder | Straßenseitige Giebelfassaden von Wohnstallhaus (Nr. 192) und Seitengebäude (Nr. 192a), Inschrifttafel am Wohnstallhaus sowie Hofmauer mit Torbogen eines Dreiseithofes | Dresdner Straße 192, 192a (Karte)         | Bezeichnet mit 1801 (Toreinfahrt); bezeichnet mit 1854 (Inschrifttafel)                                             | Für das Ortsbild von Brockwitz unverzichtbare Ansicht eines der repräsentativsten Bauernhöfe auf dem Stadtgebiet von Coswig, Massivbauten mit Zwillingsfenster im Giebel, Bausubstanz hinter den Giebelfassaden mittlerweile verändert, das Tor mit Seltenheitswert, baugeschichtlich bedeutend. Inschrift über der Eingangstür des linker Hand befindlichen Wohnstallhauses „Gott prüfte mich durch Feuers Brand, doch gnädig hält er mich in seiner Hand, nun behüt er dieses neue Haus, fromm will ich gehen ein und aus. G. Scheilich 1854“. Stallungen mit Säulen wohl mittlerweile entfernt bzw. baulich stark verändert, Torbogen bezeichnet mit 1801 mit seitlicher Pforte, unter rückwärtiger Scheune Tiefenkeller. | 09267470 |
| Weitere Bilder | Wohnstallhaus eines Bauernhofes | Dresdner Straße 202 (Karte)               | Bezeichnet mit 1831                                                                                                 | Obergeschoss Fachwerk, mit Segmentbogenportal, eines der wenigen Fachwerkgebäude von Brockwitz, baugeschichtlich bedeutend, zudem von Belang für das Ortsbild | 09267472 |
| Weitere Bilder | Dorfkirche und Kirchhof Brockwitz (Sachgesamtheit) | Dresdner Straße 203 (Karte)               | Um 1530/1550 | Sachgesamtheit Dorfkirche und Kirchhof Brockwitz, mit den Einzeldenkmälern: Kirche, einige alte Grabmäler sowie Kriegerdenkmal für die Gefallenen des Ersten Weltkrieges (ID-Nr. 09267465) und mit dem Sachgesamtheitsteil: Kirchhof mit Einfriedungsmauer. Saalkirche mit Empore in zwei Geschossen, vermutlich noch romanischer West-Turm mit Renaissance-Abschluss, markantes Zeugnis der Kirchenbaukunst vor allem der Renaissance, Kirche wirkt in den Elbraum, ortsgeschichtlich, künstlerisch sowie städtebaulich bedeutend. Grabmäler des 17. bis 19. Jahrhunderts. | 09303446 |
| Weitere Bilder | Kirche mit Ausstattung, einige alte Grabmäler sowie Kriegerdenkmal für die Gefallenen des ersten Weltkrieges (Einzeldenkmale zu ID-Nr. 09303446)                        | Dresdner Straße 203 (Karte)               | Um 1530/1550 (Kirche); 16. Jahrhundert (Taufe); um 1600 (Kanzel); 1737 (Schalldeckel); 1824 (Taufe)                 | Einzeldenkmale der Sachgesamtheit Dorfkirche und Kirchhof Brockwitz; Saalkirche mit Empore in zwei Geschossen, vermutlich noch romanischer West-Turm mit Renaissance-Abschluss, markantes Zeugnis der Kirchenbaukunst vor allem der Renaissance, Kirche wirkt in den Elbraum, ortsgeschichtlich, künstlerisch sowie städtebaulich bedeutend | 09267465 |
| Weitere Bilder | Stalltrakt eines Wohnstallhauses und Scheune eines Bauernhofes | Dresdner Straße 208 (Karte)               | 2. Hälfte 19. Jahrhundert                                                                                           | Fachwerk-Scheune, Stalltrakt Obergeschoss Fachwerk, markantes Fachwerkensemble, baugeschichtlich von Bedeutung, von Belang für das Ortsbild | 09267473 |
| Weitere Bilder | Gedenkstein für die Opfer des Faschismus | Dresdner Straße 209 (neben) (Karte)       | Um 1960 | Geschichtlich bedeutend | 09267593 |
| Weitere Bilder | Gasthof mit Saalanbau | Dresdner Straße 213 (Karte)               | Bezeichnet mit 1900                                                                                                 | Gründerzeitgebäude, ortsgeschichtlich bedeutend, Eisensäulen im Saal erhalten | 09267463 |
|                | Wohnhaus und Seitengebäude eines Dreiseithofes | Dresdner Straße 219 (Karte)               | 19. Jahrhundert | Eines der am ursprünglichsten erhaltenen Gehöfte von Brockwitz, baugeschichtlich bedeutend, trotz Sanierung der rückwärtigen Scheune noch eines der am ursprünglichsten erhaltenen Gehöfte von Brockwitz | 09267479 |
| Weitere Bilder | Seitengebäude (Wohnstallhaus) eines Dreiseithofes | Dresdner Straße 224a (Karte)              | 2. Hälfte 19. Jahrhundert                                                                                           | Markanter ländlicher Bau, eines der vergleichsweise wenigen Fachwerkgebäude von Brockwitz, baugeschichtlich bedeutend, dabei von Belang für Ortsbild (bildet Dreiseithof mit Nr. 224) | 09267464 |
|                | Wohnstallhaus, angebaute Scheune und Torpfeiler eines Zweiseithofes (Hakenhof)                                                                                          | Dresdner Straße 227 (Karte)               | Bezeichnet mit 1830                                                                                                 | Eines der vergleichsweise wenigen Fachwerkgebäude von Brockwitz, baugeschichtlich und wirtschaftsgeschichtlich bedeutend, zudem von Belang für das Ortsbild. Teilweise Fensteröffnungen vergrößert, Krüppelwalmdach, Anwesen ursprünglich wohl von einem Winzer genutzt, Datierung an rückwärtigem Eingang. | 09267480 |
| Weitere Bilder | Wohnstallhaus und Scheune eines ehemaligen Dreiseithofes | Dresdner Straße 248 (Karte)               | Bezeichnet mit 1817                                                                                                 | Wohnstallhaus mit Segmentbogenportal, Obergeschoss Fachwerk, zeit- und landschaftstypisches ländliches Anwesen, baugeschichtlich und wirtschaftsgeschichtlich von Bedeutung. Mit Bauerngarten, Objekt stand 2011 noch, Scheune zum Wohnhaus ausgebaut, daher Abbruch wieder rückgängig gemacht. | 09267594 |
| Weitere Bilder | Friedhof Sörnewitz (Sachgesamtheit) | Dresdner Straße 268 (bei) (Karte)         | Ende 19. Jahrhundert                                                                                                | Sachgesamtheitsteile des Friedhofs Sörnewitz: Friedhofsanlage mit Leichenhalle, kreuzförmig angelegter Wegeachse, Wegeführung an der Mauer, Alleen, Gehölzkulisse, Einfriedungsmauer und Friedhofstoren; neogotische Leichenhalle mit Anbau im Heimatstil, baugeschichtlich und ortsgeschichtlich bedeutend. Inschrift über der Portal „Hier ist noch Ruhe vorhanden dem Volke Gottes Joh. 4, 9“, Anbau aus den 1930er Jahren, schmiedeeiserne Friedhofstore. | 09267482 |
| Weitere Bilder | Turmholländer (Gründelmühle) | Mühlenhügel 22 (Karte)                    | Bezeichnet mit 1869 (Mühlensignet über dem Eingang)                                                                 | Windmühlengebäude ohne Flügel, seit ca. 1930 als Wohnmühle genutzt, technikgeschichtlich und ortsgeschichtlich bedeutend | 09267455 |
| Weitere Bilder | Turmholländer (mit alter Mühlentechnik) sowie Wohn- und Wirtschaftsgebäude eines Mühlenhofes (Windmühle Brockwitz)                                                      | Mühlenweg 15 (Karte)                      | 1868 (Mühle); bezeichnet mit 1879 (Wohn- und Wirtschaftsgebäude)                                                    | Orts- und technikgeschichtlich bedeutend, liegt sehr schön in der Landschaft, Landmarke. Von alter Technik erhalten: Antrieb der Mahlgänge, zwei Mahlgänge mit Rüttelzeug, kleiner Walzenstuhl der Firma Dost (Magdeburg). Erneuerung des Mühlengebäudes 1990er Jahre. Wetterfahne mit Datierung 1868. | 09267456 |
| Weitere Bilder | Mord- und Sühnekreuz | Niederseite (Karte)                       | Um 1500 | Von besonderer geschichtlicher Bedeutung, auf dem Stadtgebiet von Coswig singulär | 09267460 |
| Weitere Bilder | Pfarrhaus, mit seitlicher Hofeinfahrt (mit zwei Torpfeilern), Pfarrgarten, Handschwengelpumpe und Steintrog vor dem Eingang                                             | Niederseite 2 (Karte)                     | 1767–1768, bezeichnet mit 1768                                                                                      | Markantes barockes Anwesen mit hohem Mansarddach und hervorgehobenem Portal, ursprünglich Pfarrgut mit Scheune, vergleichsweise repräsentativ gestaltetes Pfarrhaus, baugeschichtlich und ortsgeschichtlich sowie künstlerisch bedeutend. Pfarrhaus (mit Gemeindeamt) mit Sandsteinportal mit Schlussstein, im Garten Mauerreste einer im 19. Jahrhundert abgebrannten Scheune. | 09267462 |
| Weitere Bilder | Wohnhaus und Toreinfahrt eines Bauernhofs | Niederseite 24 (Karte)                    | 2. Hälfte 19. Jahrhundert                                                                                           | Charakteristisches ländliches Anwesen aus der 2. Hälfte des 19. Jahrhunderts, Massivbau, Giebel durch Zwillingsfenster belebt, baugeschichtlich bedeutend | 09267459 |
| Weitere Bilder | Wohnhaus, Scheune, Torpfeiler und Einfriedung eines Bauernhofs | Niederseite 28 (Karte)                    | 2. Hälfte 19. Jahrhundert                                                                                           | Markantes Fachwerkensemble, weitestgehend ursprünglich erhalten, baugeschichtlich bedeutend, zudem von Belang für Ortsbild | 09267458 |
| Weitere Bilder | Wohnhaus und Toreinfahrt eines Bauernhofes | Niederseite 30 (Karte)                    | 2. Hälfte 19. Jahrhundert                                                                                           | Charakteristisches ländliches Anwesen der 2. Hälfte des 19. Jahrhunderts, Massivbau mit zwei Rundbogenfenstern im Giebel, baugeschichtlich bedeutend | 09267468 |
| Weitere Bilder | Wohnstallhaus und Torpfeiler eines Dreiseithofes | Niederseite 40 (Karte)                    | 2. Hälfte 19. Jahrhundert                                                                                           | Charakteristisches ländliches Anwesen der Mitte des 19. Jahrhunderts, Massivbau mit aufwändigem Portal und zwei kleinen Rundbogenfenstern im Giebel, baugeschichtlich bedeutend | 09267466 |

### Ehemaliges Denkmal (Brockwitz)
| Bild           | Bezeichnung                                                | Lage                        | Datierung                 | Beschreibung | ID       |
| -------------- | ---------------------------------------------------------- | --------------------------- | ------------------------- | --- | -------- |
| Weitere Bilder | Wohnstallhaus (mit angebautem Stallteil) eines Bauernhofes | Dresdner Straße 169 (Karte) | 2. Hälfte 19. Jahrhundert | Verputzter Massivbau mit zwei Rundbogenfenstern im Giebel, Stallteil in Fachwerk, baugeschichtlich bedeutend. Hakenförmiger Grundriss, Wohnstallhaus massiv, angebaute und mittlerweile ruinöse Scheune Fachwerk, zwei Fledermausgaupen, zwischenzeitlich zu einer Gärtnerei gehörig. Zwischen 2014 und 2016 abgerissen. | 09267448 |

## Neusörnewitz
| Bild           | Bezeichnung                                                                                         | Lage                            | Datierung            | Beschreibung | ID       |
| -------------- | --------------------------------------------------------------------------------------------------- | ------------------------------- | -------------------- | --- | -------- |
| Weitere Bilder | Ernst-Thälmann-Denkmal                                                                              | Elbgausiedlung 17 (bei) (Karte) | Nach 1945            | Gedenkstein mit Relief, charakteristisches Beispiel für die Erinnerungskultur in der DDR, Relief Teil des Oeuvres von Emil Paul Börner (1888–1970), einem bedeutenden Porzellangestalter der Meißner Manufaktur, geschichtlich von Bedeutung. Gegenstück zum Bebel-Gedenkstein.                                                           | 09267520 |
| Weitere Bilder | August-Bebel-Denkmal                                                                                | Försterstraße 11 (bei) (Karte)  | Nach 1945            | Gedenkstein mit Relief und Inschrift, anspruchsvoll gestaltet, charakteristisches Beispiel für die Erinnerungskultur in der DDR, Relief Teil des Oeuvres von Paul Börner, einem bedeutenden Porzellangestalter der Meißner Manufaktur, geschichtlich von Bedeutung. Gegenstück zum Thälmann-Gedenkstein.                                  | 09267862 |
| Weitere Bilder | Hauptgebäude einer Fabrik der ehemaligen Firmen Elektrowärme Sörnewitz und Steingutfabrik Sörnewitz | Köhlerstraße 22 (Karte)         | Ende 19. Jahrhundert | bemerkenswerter Industriebau, wirkungsvoll gegliederte Klinkerfassade, baugeschichtlich und ortsgeschichtlich bedeutend. Hauptgebäude (Köhlerstraße 22, Gebäude 1). Die gegenüberliegende Werkhalle mit rückwärtigem Anbau (Köhlerstraße 15, Gebäudeteile 31 und 32) ist vor 2011 größtenteils abgebrannt, daher als Abbruch verzeichnet. | 09267519 |

## Sörnewitz
| Bild           | Bezeichnung | Lage                               | Datierung | Beschreibung | ID       |
| -------------- | --- | ---------------------------------- | --- | --- | -------- |
|                | Denkmalschutzgebiet Dörfer Brockwitz und Sörnewitz (Vorschlag) | (Brockwitz und Sörnewitz) (Karte)  | 18./19. Jahrhundert, im Kern älter                                                                                     | Denkmalschutzgebiet Dörfer Brockwitz und Sörnewitz (Vorschlag) | 09300221 |
| Weitere Bilder | Einfriedungsmauern der Weinberge | Boselweg (Karte)                   | 18./19. Jahrhundert | Original erhaltenen Bruchsteinmauer-Abschnitte an den Hangfüßen von Deutscher und Römischer Bosel, baugeschichtlicher Wert, bedeutend für das Ortsbild. Lage zwischen Nr. 5 und Nr. 21. | 09267522 |
| Weitere Bilder | Wohnstallhaus und Scheune eines Zweiseithofes | Boselweg 2 (Karte)                 | Um 1800 | Eines der vergleichsweise wenigen Fachwerkensembles des Ortes, baugeschichtlich und wirtschaftsgeschichtlich bedeutend. Fachwerk massiv untersetzt, Scheune ebenfalls aus Fachwerk. | 09267503 |
| Weitere Bilder | Wohnhaus eines Bauernhofes | Boselweg 8a (Karte)                | 1930er Jahre, im Kern möglicherweise älter                                                                             | Eines der vergleichsweise wenigen Fachwerkgebäude des Ortes, Satteldach mit Fledermausgaupen, baugeschichtlich bedeutend (Nr. 8a und Nr. 8 ursprünglich zu einem Bauernhof gehörig) | 09267504 |
| Weitere Bilder | Wohnstallhaus und Scheune eines Dreiseithofes, mit Mauereinfriedung des Grundstücks | Boselweg 20 (Karte)                | Bezeichnet mit 1806 | Wohnstallhaus mit Fachwerk-Obergeschoss, markantes ländliches Anwesen, baugeschichtlich und wirtschaftsgeschichtlich bedeutend. Wohnstallhaus mit massiv untersetztem Fachwerk. | 09267521 |
| Weitere Bilder | Wohnstallhaus, Scheune und Toreinfahrt mit Pforte eines Zweiseithofes | Boselweg 26 (Karte)                | 1. Hälfte 19. Jahrhundert                                                                                              | Wohnstallhaus teilweise mit Fachwerk-Obergeschoss, markantes ländliches Anwesen, baugeschichtlich bedeutend, Fachwerk massiv untersetzt (verputzt) | 09267523 |
| Weitere Bilder | Aussichtsturm auf der Bosel | Boselweg 101 (Karte)               | 1898 | Historistischer Bau mit bemerkenswertem Eingangsportal in Form eines Sitznischenportals, Aussichtsplattform mit Andeutung eines Zinnenkranzes, ortsgeschichtlich bedeutend | 09269834 |
| Weitere Bilder | Mietvilla | Dresdner Straße 297 (Karte)        | Um 1880 | Markanter historistischer Bau, baugeschichtlich und ortsentwicklungsgeschichtlich bedeutend. Sockel, Erdgeschoss mit Eckbossierung, Fenster mit Sandsteinfassung und Schlussstein, kräftiges Gesims zwischen Erdgeschoss und Obergeschoss, kräftig ausgebildete Fensterstürze, im Obergeschoss Originalsprossenfenster, im Dachgeschoss, Rundbogenfenster. | 09267485 |
| Weitere Bilder | Wohnstallhaus, Seitengebäude, Toranlage (Toreinfahrt und Pforte) und Einfriedungsmauer eines Dreiseithofes                                                                                       | Dresdner Straße 305 (Karte)        | 2. Hälfte 19. Jahrhundert                                                                                              | Vollständig erhaltener Bauernhof vor allem aus der zweiten Hälfte des 19. Jahrhunderts, aus verputzten Massivbauten bestehend, augenfällig die sicher ältere Pforte in der Hofmauer, markantes ländliches Anwesen, Teil des bemerkenswerten Dorfkerns von Sörnewitz, sowie Lutherlinde (Gartendenkmal) vor dem Hof, baugeschichtlich bedeutend | 09267491 |
| Weitere Bilder | Wohnhaus und Scheune eines Bauernhofes | Dresdner Straße 310 (Karte)        | Bezeichnet mit 1865 | Markantes ländliches Anwesen, Massivbau mit Zwillingsfenster im Giebel, Teil des bemerkenswerten Dorfkerns von Sörnewitz, baugeschichtlich und wirtschaftsgeschichtlich bedeutend (bildet Bauernhof zusammen mit Nr. 308) | 09267486 |
| Weitere Bilder | Gasthofsgebäude (ehemaliger Gasthof „Zum Lindenschlösschen“), zwischenzeitlich Gemeindeamt, später Schule, heute Hotel                                                                           | Dresdner Straße 313 (Karte)        | 1898 | Schlichter Putzbau, ortsgeschichtlich bedeutend. Einfacher rechteckiger Baukörper mit gekehltem Rundbogenportal, Schlussstein mit Blumenornamentik, Turmuhr auf dem Dachfirst, bezeichnet mit 1779. Ab 1922 als Rathaus genutzt. Gebäude war 1993 als „Schulgebäude“ in Denkmalliste aufgenommen worden. Seit 1994 Restaurant und Herberge „Boselblick“. | 09267494 |
| Weitere Bilder | Wohnstallhaus, Seitengebäude, Torbogen an der Zaschendorfer Straße, Scheune, Hofmauer und Torpfeiler eines Dreiseithofes (Weingut Walter Schuh)                                                  | Dresdner Straße 314 (Karte)        | 1. Hälfte 19. Jahrhundert (Auszugshaus); bezeichnet mit 1819 (Toreinfahrt); bezeichnet mit 1851 (Bauernhaus);          | Weitestgehend ursprünglich erhaltener Dreiseithof, eines der bemerkenswertesten ländlichen Anwesen von Coswig, Teil des unverwechselbaren Dorfkerns von Sörnewitz, baugeschichtlich und wirtschaftsgeschichtlich bedeutend. - Wohnstallhaus: teilweise Sprossenfenster noch erhalten (Überformung Ende 19. Jahrhundert), massiv mit aufwendiger Giebelgestaltung - Seitengebäude mit Fachwerkobergeschoss, Fachwerk massiv untersetzt - ehemaliges Torhaus: Tordurchfahrt zugemauert, Konsolen und Schlussstein (bezeichnet mit 1819) erhalten                                                                                               | 09267489 |
| Weitere Bilder | Wohnhaus eines Gehöftes (sogenanntes Fischerhaus) | Dresdner Straße 315 (Karte)        | 17./18. Jahrhundert | Bau mit der interessantesten Fachwerkkonstruktion von Coswig (Andreaskreuze, Kopfstreben, Zahnschnittfries, Schiffchenkehlen), eines der ältesten Fachwerkhäuser im Ort, bildet zudem markantes Ensemble mit der benachbarten Nr. 317, bedeutend für das Ortsbild, baugeschichtlich wertvoll. Fachwerk massiv untersetzt, Andreaskreuze, Balken mit Schiffchen-Kehlen-Motiv, Kopfstreben. | 09267496 |
| Weitere Bilder | Seitengebäude (Wohnstallhaus), Scheune und Hofmauer (mit Pforte und Torpfeilern) eines Dreiseithofes                                                                                             | Dresdner Straße 316 (Karte)        | 1. Hälfte 19. Jahrhundert (Wohnstallhaus); Ende 19. Jahrhundert (Scheune)                                              | Bemerkenswertes bäuerliches Anwesen, Seitengebäude mit Fachwerkoberlaube, damit von singulärer baugeschichtlicher Bedeutung, Teil des unverwechselbaren Dorfkerns von Sörnewitz, ortsentwicklungsgeschichtlich bedeutend. Wohnstallhaus mit massiv untersetztem Fachwerk. | 09267490 |
| Weitere Bilder | Wohnhaus eines Gehöftes | Dresdner Straße 317 (Karte)        | Nach 1681 (Dendro), später überformt (bezeichnet mit 1828)                                                             | Markantes Fachwerkgebäude (Thüringer-Leiter-Fachwerk, Kopfstreben, Schiffchenkehlen), eines der ältesten Fachwerkhäuser im Ort, bildet mit Nr. 315 unverwechselbares Ensemble, Teil des bedeutsamen Dorfkerns von Sörnewitz, baugeschichtlich bedeutend. Fachwerk massiv untersetzt, Datierung an rückwärtigem Türstock, Fachwerkkonstruktion wesentlich älter als die Datierung, Leiter-Fachwerkkonstruktion der Brüstungsgefache, Kopfstreben, Schiffskehlen an der Stockschwelle. | 09267497 |
| Weitere Bilder | Wohnstallhaus, Seitengebäude, Scheune, Hofmauer und Torbogen eines Dreiseithofes | Dresdner Straße 318 (Karte)        | 1. Hälfte 19. Jahrhundert (Wohnstallhaus); 1804 (Toreinfahrt); 1905 (Scheune)                                          | Mit seinem eigenwillig gestalteten Torbogen eines der bemerkenswertesten ländlichen Anwesendes Ortes, Dreiseithof des 19. Jahrhunderts mit Massivbauten, Zwillingsfenster in den straßenseitigen Giebeln, Teil des unverwechselbaren Dorfkerns von Sörnewitz, baugeschichtlich und ortsentwicklungsgeschichtlich bedeutend. Dreiseithof mit Überformung am Ende des 19. Jahrhunderts. | 09267492 |
| Weitere Bilder | Stützmauern auf der Elbseite der Straße (beginnend bei Dresdner Straße 319 und endend bei Nr. 344) sowie in Teilen auf der Hangseite                                                             | Dresdner Straße 319 (nach) (Karte) | 19. Jahrhundert | Mauer aus Bruchstein, bedeutend für das Ortsbild, ortsgeschichtlich interessant | 09267498 |
| Weitere Bilder | Torbogen eines Bauernhofes | Dresdner Straße 320 (Karte)        | Bezeichnet mit 1638 | Offenbar noch aus dem 17. Jahrhundert stammend, bedeutend für das Ortsbild, baugeschichtlich von Bedeutung. Wohnstallhaus und Stallgebäude des einstigen Dreiseithofes 1994 abgebrochen. | 09267493 |
| Weitere Bilder | Scheune und Torpfeiler eines Dreiseithofes | Dresdner Straße 324 (Karte)        | Bezeichnet mit 1898 | Markante ländliche Bauten, Seitengebäude mit Fachwerk-Obergeschoss, Teil des bemerkenswerten Dorfkerns von Sörnewitz, baugeschichtlich und wirtschaftsgeschichtlich bedeutend. Nicht als Denkmal aufgenommenes Wohnstallhaus bezeichnet mit 1834, gestrichen. | 09267495 |
| Weitere Bilder | Wohnhaus | Dresdner Straße 326 (Karte)        | Bezeichnet mit 1938, im Kern älter                                                                                     | Eines der vergleichsweise wenigen Fachwerkhäuser des Ortes, im Heimatstil der 1930er Jahre, im Kern wohl älter, Teil des bemerkenswerten Dorfkerns von Sörnewitz, baugeschichtlich bedeutsam. Fachwerk massiv untersetzt, hölzerne Schlagläden heute entfernt, Schlussstein des Segmentbogenportals bezeichnet mit 1938 (und zugleich 1778). | 09267507 |
| Weitere Bilder | Seitengebäude (Wohnstallhaus) und Torpfeiler eines Bauernhofes | Dresdner Straße 328 (Karte)        | Letztes Drittel 19. Jahrhundert                                                                                        | Markantes ländliches Anwesen, verputzter Massivbau mit Zwillingsfenster im Giebel, Teil des bemerkenswerten Dorfkerns von Sörnewitz, baugeschichtlich bedeutend | 09267506 |
| Weitere Bilder | Wohnstallhaus eines ehemaligen Dreiseithofes | Dresdner Straße 332 (Karte)        | 2. Hälfte 18. Jahrhundert                                                                                              | Eines der bemerkenswertesten Fachwerkhäuser des Ortes, mit Segmentbogenportal, der hohe straßenseitige Giebel von Belang für das Ortsbild, baugeschichtlich bedeutend. Fachwerküberstand massiv untersetzt, Fledermausgaupe (2. Hälfte 19. Jahrhundert überformt). | 09267499 |
| Weitere Bilder | Wohnstallhaus, Scheune und Hofmauer eines Bauernhofes | Dresdner Straße 334 (Karte)        | Im Kern Ende 18. Jahrhundert (Wohnstallhaus); bezeichnet mit 1891 (Scheune)                                            | Wohnstallhaus mit Fachwerk-Obergeschoss, baugeschichtlich bedeutend. Wohnstallhaus später überformt (Fensteröffnungen vergrößert), älterer Kern mit an einer Traufseite des Wohnstallhauses noch erhaltenem Fachwerk, Weinspalier. | 09267500 |
| Weitere Bilder | Villa mit Stützmauern und Torpfeilern, eine Stützmauer hinter dem Gebäude in Hanglage | Dresdner Straße 342 (Karte)        | Ende 19. Jahrhundert                                                                                                   | Markanter historistischer Bau mit charakteristischer Klinker-Werkstein-Fassade, von Belang für Ortsbild durch seine Lage im Elbtal am Fuße des Spaargebirges, bau- und stadtentwicklungsgeschichtlich bedeutend, Masken in Dreiecksgiebeln, Eckturm | 09267524 |
| Weitere Bilder | Rote Presse (Sachgesamtheit) | Dresdner Straße 344, 346 (Karte)   | 18./19. Jahrhundert (Weinbergtor); um 1640 (Weinberg); 1893 (Einfriedung)                                              | Sachgesamtheit Rote Presse mit folgenden Einzeldenkmalen: Herrenhaus (Nr. 344), Nebengebäude (Nr. 346) und drei Wachhäuschen eines Weingutes (ID-Nr. 09267525) sowie Sachgesamtheitsteilen: Einfriedung und Stützmauer zur Straße, sowie Weinberg (Gartendenkmal) einschließlich Treppen, Terrassierung und Umfassungsmauern; Anwesen zum repräsentativen neobarocken Landsitz umgestaltet. Anwesen zum repräsentativen neobarocken Landsitz umgestaltet, baugeschichtlich und künstlerisch bedeutend, eines der landschaftsgestalterisch bemerkenswertesten Zeugnisse des Weinanbaus im Elbtal zwischen Meißen und Dresden am Spaargebirge. | 09301469 |
| Weitere Bilder | Herrenhaus (Nr. 344), Nebengebäude (Presshaus, Nr. 346) und drei Wachhäuschen (älteres oben am Berg und zwei weitere seitlich im Grundstück) eines Weingutes (Einzeldenkmale zu ID-Nr. 09301469) | Dresdner Straße 344, 346 (Karte)   | 17./18. Jahrhundert (Weinberghaus); 1703 (Presshaus); bezeichnet mit 1740 (Weinbau-Herrenhaus); um 1935 (Weinberghaus) | Einzeldenkmale der Sachgesamtheit Rote Presse; Anwesen zum repräsentativen neobarocken Landsitz umgestaltet. Im Inneren Sandsteintreppe mit Balustrade, Stuckaturen, Farbglasfenster, Stuck auch in den Wohnungen. Äußeres mit Mittelrisalit und Fassadenstuck (Neorokoko). | 09267525 |
| Weitere Bilder | Winzerhaus, Nebengebäude und Steinbank | Dresdner Straße 348 (Karte)        | Um 1640 | Zweigeschossiger Bau mit hohem Walmdach, baugeschichtlich und ortsentwicklungsgeschichtlich bedeutend | 09267744 |
| Weitere Bilder | Winzerhaus eines Weingutes (Graue Presse) | Dresdner Straße 350 (Karte)        | 18. Jahrhundert | Markanter barocker Bau mit Mansarddach und hervorgehobenem Portal, um 1900 zum Wohnhaus umgebaut, dabei leicht überformt, baugeschichtlich und ortsgeschichtlich bedeutend, im Kern Substanz aus dem 18. Jahrhundert (vor allem Erdgeschoss, Tonnengewölbe usw.) | 08951457 |
| Weitere Bilder | Wasserversorgungsbau (mit erhaltener Technik) sowie Steinbank vor dem Anwesen | Elbgaustraße 45 (Karte)            | Ende 19. Jahrhundert                                                                                                   | Putzbau mit Ziegelgliederung, gestalterisch bemerkenswertes Interieur aus der Entstehungszeit, ortsgeschichtlich bedeutsamer Industriebau des Historismus, technikgeschichtlich von Belang. Wasserversorgungsbau, bedeutsamer Industriebau des Historismus, u. a. eine Dampfmaschine von Deutz erhalten. Klinkerverblendungen der Fenster und Türen, Klinkergesimse und Eckbetonung durch Klinker, Steinbank im Inneren neben den alten Maschinen, markante Fliesengestaltung sowie Geländer und Treppen aus der Entstehungszeit. Vor dem Anwesen Steinbank aus den 1930er Jahren (Inschrift „Geh setz Dich nieder“.)                        | 09267518 |
| Weitere Bilder | Wohnstallhaus (mit eingeschossigem Anbau), Seitengebäude (Wohnstallhaus) und Scheune eines Dreiseithofes sowie Reste der Hofmauer                                                                | Zaschendorfer Straße 2 (Karte)     | Bezeichnet mit 1823 (Wohnstallhaus); bezeichnet mit 1847 (Seitengebäude)                                               | Markantes ländliches Anwesen, Teil des bemerkenswerten Dorfkerns von Sörnewitz, baugeschichtlich und wirtschaftsgeschichtlich bedeutend. Wohnstallhaus-Stallgebäude (bezeichnet mit 1823), Seitengebäude/Wohnstallhaus (bezeichnet mit 1847), Wohnhaus älter als 1823 (18. Jahrhundert), Sprossenfenster entfernt, Sandsteingewände noch erhalten, Weinspalier, originales Hofpflaster vermutlich beseitigt. | 09267488 |
| Weitere Bilder | Wohnhaus mit rückwärtigem Wirtschafts- und Remisengebäude | Zaschendorfer Straße 3 (Karte)     | Ende 19. Jahrhundert                                                                                                   | Markantes ländliches Anwesen des späten 19. Jahrhunderts, Teil des bemerkenswerten Dorfkerns von Sörnewitz, baugeschichtlich und ortsentwicklungsgeschichtlich bedeutend. Fensterverblendung und Kämpfer aus Sandstein (bildete ehemals einen Bauernhof mit Nr. 1). | 09267509 |
| Weitere Bilder | Wohnstallhaus und Scheune eines Zweiseithofes sowie Einfriedung | Zaschendorfer Straße 5 (Karte)     | 1. Hälfte 19. Jahrhundert (Wohnstallhaus); bezeichnet mit 1898 (Scheune)                                               | Markantes ländliches Anwesen, ein Fachwerkbau, Teil des bemerkenswerten Dorfkerns von Sörnewitz, baugeschichtlich und wirtschaftsgeschichtlich bedeutend. Wohnstallhaus: Fachwerk massiv untersetzt. | 09267510 |
| Weitere Bilder | Wohnstallhaus und Scheune eines Bauernhofes | Zaschendorfer Straße 7 (Karte)     | Bezeichnet mit 1821 | Markantes ländliches Anwesen, Fachwerkbauten, Wohnstallhaus mit Segmentbogenportal, Teil des bemerkenswerten Dorfkerns von Sörnewitz, baugeschichtlich und wirtschaftsgeschichtlich bedeutend. Fachwerk verputzt (?), Krüppelwalmdach, Eingang zum Weinkeller mit Jahreszahl 1798, mit zwei Zweigen und „F.R.“ | 09267511 |
| Weitere Bilder | Scheune, Toreinfahrt und Eingangsportal des Wohnstallhauses | Zaschendorfer Straße 11 (Karte)    | Bezeichnet mit 1798 (Portal); um 1800 (Scheune)                                                                        | Teile eines markanten Dreiseithofes (ländlichen Anwesens), zum bemerkenswerten Dorfkern von Sörnewitz gehörig, Eingangsportal/Korbbogenportal mit Schlussstein sowie Torpfeiler gestalterisch auffällig, baugeschichtlich und wirtschaftsgeschichtlich bedeutend. Schlussstein mit Traube, Jahreszahl 1798 und den Buchstaben „J G B“. Wohnstallhaus wurde bis auf das kleine Eingangsportal 2014 aus der Denkmalliste gestrichen. | 09267513 |
| Weitere Bilder | Wohnstallhaus (heute Gaststätte und Pension), Scheune und Taubenhaus eines Vierseithofes, mit Einfriedung und Eingangspfeilern (Försters Gasthof)                                                | Zaschendorfer Straße 15 (Karte)    | Bezeichnet mit 1845 | Markantes ländliches Anwesen mit Fachwerkscheune und seltenem Taubenhaus, Wohnstallhaus verputzter Massivbau, eine der größten Höfe des Ortes, zudem Teil des bemerkenswerten Dorfkerns von Sörnewitz, baugeschichtlich und wirtschaftsgeschichtlich bedeutend. Schmiedeeiserner Zaun (Ende 19. Jahrhundert), Walmdach, vermutlich ehemaliges großes Weingut, Inschrift über dem Hauseingang „J.Gf. Foerster /Wer Gott vertraut, hat wohl gebaut/ 1845“ (bezieht sich auf die Hochflut der Elbe von 1845). | 09267515 |
| Weitere Bilder | Ehemaliges Schulgebäude, heute Heimatmuseum | Zaschendorfer Straße 16 (Karte)    | Bezeichnet mit 1836 | Massivbau mit Segmentbogenportal, ortsgeschichtlich bedeutend, heute Wohnhaus, bis 1892 als Schule und bis 1920 als Gemeindeamt genutzt, Torinschrift „Schule Sörnewitz 1836“ | 09267512 |
| Weitere Bilder | Wohnstallhaus eines ehemaligen Dreiseithofes | Zaschendorfer Straße 19a (Karte)   | Bezeichnet mit 1806 | Obergeschoss Fachwerk, mit Segmentbogenportal, Teil des bemerkenswerten Dorfkerns von Sörnewitz, baugeschichtlich bedeutend. Fachwerk massiv untersetzt, Giebel im Obergeschoss und in der Spitze verbrettert. | 09267516 |
| Weitere Bilder | Schulgebäude | Zaschendorfer Straße 22 (Karte)    | Bezeichnet mit 1892 | Gründerzeitgebäude, mittenbetonte Putzfassade, baugeschichtlich und ortsgeschichtlich bedeutend (1. Gebäudeabschnitt 1892, 2. Bauabschnitt 1900) | 09267514 |

## Tabellenlegende
- Bild: Bild des Kulturdenkmals, ggf. zusätzlich mit einem Link zu weiteren Fotos des Kulturdenkmals im Medienarchiv Wikimedia Commons. Wenn man auf das Kamerasymbol klickt, können Fotos zu Kulturdenkmalen aus dieser Liste hochgeladen werden:
- Bezeichnung: Denkmalgeschützte Objekte und ggf. Bauwerksname des Kulturdenkmals
- Lage: Straßenname und Hausnummer oder Flurstücknummer des Kulturdenkmals. Die Grundsortierung der Liste erfolgt nach dieser Adresse. Der Link (Karte) führt zu verschiedenen Kartendiensten mit der Position des Kulturdenkmals. Fehlt dieser Link, wurden die Koordinaten noch nicht eingetragen. Sind diese bekannt, können sie über ein Tool mit einer Kartenansicht einfach nachgetragen werden. In dieser Kartenansicht sind Kulturdenkmale ohne Koordinaten mit einem roten bzw. orangen Marker dargestellt und können durch Verschieben auf die richtige Position in der Karte mit Koordinaten versehen werden. Kulturdenkmale ohne Bild sind an einem blauen bzw. roten Marker erkennbar.
- Datierung: Baubeginn, Fertigstellung, Datum der Erstnennung oder grobe zeitliche Einordnung entsprechend des Eintrags in der sächsischen Denkmaldatenbank
- Beschreibung: Kurzcharakteristik des Kulturdenkmals entsprechend des Eintrags in der sächsischen Denkmaldatenbank, ggf. ergänzt durch die dort nur selten veröffentlichten Erfassungstexte oder zusätzliche Informationen
- ID: Vom Landesamt für Denkmalpflege Sachsen vergebene, das Kulturdenkmal eindeutig identifizierende Objekt-Nummer. Der Link führt zum PDF-Denkmaldokument des Landesamtes für Denkmalpflege Sachsen. Bei ehemaligen Kulturdenkmalen können die Objektnummern unbekannt sein und deshalb fehlen bzw. die Links von aus der Datenbank entfernten Objektnummern ins Leere führen. Ein ggf. vorhandenes Icon  führt zu den Angaben des Kulturdenkmals bei Wikidata.

## Ausführliche Denkmaltexte
1. 1 2  Dr. Nöhrings Sanatorium: Als Sanatorium für Lungenkranke Dr. med. Nöhring erbaut in Neu-Coswig im Hangbereich der Weinberge zwischen Coswig und Radebeul, dann Tuberkuloseheilstätte, später Fachkrankenhaus (Heilstätte Bruno Siegel), heute Wohnanlage, gestalterisch bemerkenswert das große, als markanter gründerzeitlicher Klinker-Putz-Bau erscheinende Bettenhaus, Anlage als Zeugnis der Sanatoriumsarchitektur vor allem um 1900, baugeschichtlich bedeutend sowie von Belang für die Ortsgeschichte. Die Heilstätte Bruno Siegel ist aus einem alten Weingut in früherem kurfürstlichem Besitz hervorgegangen. Das repräsentative Bettenhaus zeigt Schmuckgiebel in Renaissanceformen, offene Galerien, eingeschossige Anbauten, Veranden, Dacherker und geschwungene Fenster. Im Detail deuten sich Jugendstilformen an. Der mit altem Gehölzbestand erhaltene Park wird durch Terrassen mit Stützmauern, einem teilweise noch ablesbarem Wegesystem und einem Holzpavillon als einstigem Ruheplatz für Kranke belebt. Die Einfriedung besteht zum überwiegenden Teil aus einem zeittypischen Holzlattenzaun (um 1910), Mauerabschnitten und einem Flügeltor mit Torpfeilern. Das Sanatoriumsgelände erstreckt sich auf die Gemarkungen Coswig und Neucoswig.
2. ↑  Kronen-Apotheke: Denkmaltext: Bei dem Gebäude Dresdner Straße 60 in Coswig handelt es sich um ein Mietshaus in halboffener Bebauung, entstanden um 1900. Die für einen Bau dieser Zeit typische historisierende Fassade zeigt vor allem neobarocke Gestaltungselemente. Das dreigeschossige Haus hat ein Krüppelwalmdach mit verschiedenen Aufbauten, u. a. einem Dacherker zur Straße. Der mittlere Teil der Fassade ist in Form eines Risalites gebildet. Er wird von einem Erker mit Zierrat dominiert. Überhaupt konzentriert sich der meiste Schmuck auf den baulich hervorgehobenen Teilen, wie Risalit, Erker und Dacherker. Über dem genuteten Erdgeschoss folgen zwei weitere Vollgeschosse, die vor allem Klinkerwände zeigen. Zwischen den Fenstern des ersten und zweiten Obergeschosses befinden sich Brüstungsfelder mit Spiegeln. Das hier zu beurteilende Objekt bildet ein für kleinstädtische Verhältnisse gestalterisch qualitätvolles und exemplarisches Beispiel der Architektur um 1900. Dabei ist es weitestgehend authentisch erhalten. Dessen Denkmalwert ergibt sich somit vor allem aus der baugeschichtlichen Bedeutung.
3. ↑  Wettinstift: Haus A mit Turmuhr (Hauptgebäude des Pflegeheimes), Torbogen als Verbindungsstück zwischen Haus A und B, Treppenaufgänge zu beiden Häusern, stilisierter plastischer Schmuck (Neobarock), Anklänge an den Jugendstil. Einweihung des Wettinstiftes, des Verpflegheimes der Amtshauptmannschaft Meißen, war am 23. September 1913 (Friedrich August III. nahm daran teil). In den beiden zuerst errichteten Gebäuden (Haus A und B) standen 125 Pflegeplätze zur Verfügung. Mit Ausbruch des Ersten Weltkrieges Nutzung als Lazarett. Ab 1919 bis in die 1930er Jahre wurden weitere Häuser gebaut. Die damals umfangreiche Land-, Garten- und Viehwirtschaft entstand nach und nach, 1938 wurden 46 ha bewirtschaftet. Dadurch war das Heim zu einem großen Teil Selbstversorger. Im Zweiten Weltkrieg wieder Lazarett, von 1945 bis 1950 starke Überbelegung durch Flüchtlinge und Opfer des Bombenangriffs auf Dresden. Um 1930 wurde ein Teil der Anlage zur Unterbringung von Waisen genutzt, die hier auch unterrichtet wurden, Spielplatz und Planschbecken standen ebenfalls zur Verfügung. Rückwärtiger Anbau (Haus C) kein Teil des Denkmals.
4. ↑  Wäschemangel in der Hohensteinstraße 82: Die Wäschemangel stand ursprünglich in einer Mangelstube in Brockwitz und wurde bis zu ihrer Umsetzung 1988 hauswirtschaftlich genutzt. 1989 erwarb die neugegründete Blaudruckerei Folprecht die Kastenmangel und ließ sie von einem Mangelbauer in einem Nebengebäude des Wohn- und Werkstatthauses wieder aufbauen. Die sehr gut erhaltene, 2011 restaurierte Mangel wird inzwischen zur Glättung von Textilien aus der Blaudruckerei genutzt und kann besichtigt werden.

Die Kastenmangel ist eine Kaltmangel, in der die Wäsche lediglich durch den Druck des ca. 1,5 Tonnen schweren, mit Kieselsteinen gefüllten Kastens gemangelt, also geglättet wird. Die Wäschestücke werden während des Mangelns mit Mangeltüchern auf die Mangelhölzer aufgewickelt und unter dem mittels einer Zahnstange und Zahnradgetriebe in Bewegung versetzten Kasten hin und her gerollt. Eine Besonderheit der hier vorliegenden Kastenmangel der Firma Herrschuh aus Chemnitz/Siegmar ist die durch Reichspatent geschützte Konstruktion der Scherengitter, deren Öffnung einen automatischen Stillstand des Elektromotors (hier ein Drehstrom-Asynchronmotor von Siemens-Schuckert mit 0,37 kW) bewirken. Nur bei geschlossenen Schutzgittern ist also der Betrieb möglich und erhöht damit die Arbeitssicherheit. Während der Umkehrung der Laufrichtung des Mangelkastens wird dieser aufgrund seitlich befestigter eiserner Auflaufzungen und entsprechenden Auflaufrollen an den Mittelsäulen an einem Ende angehoben, so dass die Mangelhölzer mit der gerollten Wäsche ausgetauscht werden können. Allerdings wird lediglich nach jedem dritten Hin- bzw. Hergang das Schutzgitter automatisch von einem mechanischen Zählwerk aus gelöst und der Kastenlauf unterbrochen. Damit beträgt die planmäßige Mangelzeit bis zum Austausch der Mangelwäsche bei diesem Fabrikat etwa vier Minuten.

Geschichtliche Einordnung: Der mechanisch umgesetzte Prozess des Wäscheglättens bei der Kastenmangel geht ursprünglich auf die anstrengende Handarbeit des Wäscherollens mit Mangelbrett und Rollholz zurück, bei dem das zu glättende Wäschestück auf ein Rollholz gewickelt und mit dem schweren Mangelbrett auf einem Tisch hin und her bewegt wurde.
Kastenmangeln – zunächst lediglich aus einem mit Sand oder Steinen gefüllten Holzkasten bestehend – sind seit dem Mittelalter bekannt. Sie wurden an Holzgriffen oder mit Lederschlingen über die am Boden liegende oder auf Holzrollen gewickelte Wäsche gezogen. Später kombinierte man den Kasten mit einem Mangeltisch und erleichterte so dessen Bedienung. Größere Kastenmangeln, welche z. B. in Färbereien zum Einsatz kamen, konnten über Seilzugsysteme mit Hilfe von Treträdern oder Göpelwerken in Bewegung versetzt werden.

Anfang des 19. Jahrhunderts versuchte man den für den hauswirtschaftlichen Gebrauch weiterhin mühseligen Mangelvorgang noch zu verbessern und versah die Kastenmangeln mit Kurbelantrieb. Nun konnte der auf den Wäscherollen gelagerte Kasten, geführt von der Konstruktion des Mangeltisches, mittels einer an beiden Schmalseiten des Kastens befestigten und um eine hölzerne Welle geschlungenen Kette bewegt werden. Die Drehrichtung der Kurbel bestimmte über Vor- und Rücklauf des Kastens. Mit dem Einsatz von Zahnradgetrieben und Schwungrädern war schließlich nicht nur eine bessere und gleichmäßigere Kraftübersetzung von Handkurbel auf Welle möglich, auch der Richtungswechsel des Kastens ließ sich so mechanisch lösen und gestattete eine kontinuierliche Drehbewegung der Kurbel. Der störungsanfällige Kettenantrieb konnte durch den Einsatz von Zahnstangen verbessert und die Kastenführung dadurch wesentlich stabilisiert werden.
Blieben die Kastenmangeln in der Hauswirtschaft noch bis ins 20. Jahrhundert hinein handbetrieben, so z. B. in den Mangelhäuschen der Gemeinden oder Siedlungen, so ersetzten ab etwa 1870 vor allem in den gewerblichen Wäschereien die über Transmissionen mit Dampfkraft zu betreibenden Mangeln den Handkurbelbetrieb.
Entsprechend der immer anspruchsvolleren Mechanik der Mangeln nahmen im Laufe des 19. Jahrhunderts etliche Maschinenfabriken Wäschemangeln in ihre Fertigungsreihen auf, auch auf hauswirtschaftliche Maschinen spezialisierte Fabriken entstanden, so z. B. Ernst Herrschuh in Chemnitz/Siegmar im Jahr 1860.

Die vielfältigen Kastenmangel-Konstruktionen, einst von Mühlenbauern oder Zimmerleuten gefertigt, wurden nun durch Serienprodukte ersetzt.
In den 1920er Jahren schließlich rüstete man die noch handbetriebenen Kaltmangeln oftmals mit einem Elektromotor nach, während Neubauten bereits mit Elektroantrieb ausgeliefert wurden. Derart ausgestattet waren sie bis in die 1990er Jahre hinein noch vielerorts in privaten Mangelstuben in Betrieb und konnten gegen ein Entgelt von der Bevölkerung genutzt werden. In den gewerblichen Wäschereien wurden Kastenmangeln bereits gegen Ende des 19. Jahrhunderts durch leistungsfähigere Mangelmaschinen, darunter auch Heißmangeln, verdrängt – hier führte die technologische Entwicklung letztlich zu den automatisierten Mangelstraßen der 1960er Jahre.

Denkmalwert: Die Kastenmangel ist in dieser Form ein Sachzeugnis der Hauswirtschaft sowie der gewerblichen Wäscherei des 19. und des 20. Jahrhunderts und dokumentiert die technologische Übertragung des Wäscherollens mit Mangelbrett und Holzrolle auf ein mechanisches Hilfsgerät. Die Herrschuh’sche Wäschemangel belegt als späteres, bereits mit Elektromotor ausgestattetes Modell die technologische Entwicklung der Kastenmangel hin zu einem effektiven, leicht bedienbaren und daher arbeitssicheren Hilfsgerät der häuslichen Wäscherei. Zugleich dokumentiert sie auch den zwar erheblich erleichterten, aber im Vergleich zur heutigen Hauswirtschaft immer noch mühsamen Arbeitsvorgang des Wäscherollens und ist damit auch Zeugnis für die Arbeitsbedingungen der Hausfrau des 19. und 20. Jahrhunderts. Der Kastenmangel kommt somit eine hauswirtschaftsgeschichtliche und technikgeschichtliche Bedeutung zu.

Bis heute haben sich vergleichsweise wenig Wäschemangeln in Sachsen erhalten, obgleich ursprünglich viele Ortschaften, teilweise auch größere Ortsteile oder Siedlungen, eine öffentlich nutzbare Mangelstube oder ein Mangelhäuschen aufwiesen. So kann einer einzelnen Wäschemangel inzwischen ein Seltenheitswert zuerkannt werden. Ein besonderer Aussagewert für die typische dezentrale Versorgungsstruktur in der Hauswirtschaft kann hingegen auch aus einer größeren Anzahl an erhaltenen Mangeln abgeleitet werden.
Auch kann der Kastenmangel eine Bedeutung für die Orts- bzw. Siedlungsgeschichte zukommen, das – wie in diesem Falle vorgenommene – Umsetzen einer Mangel schmälert die historische Bedeutung nur unwesentlich, da das Umsetzen einer solchen mit hohen Anschaffungskosten verbundenen Maschine auch zu früheren Zeiten keine Seltenheit war. Zuletzt weist eine Kaltmangel – vor allem eine noch betriebsbereite – auch einen großen Erlebnis- und Erinnerungswert auf, so dass deren Erhalt von öffentlichem Interesse ist.
5. ↑   Coswiger Lack- und Farbenfabrik: Die Lackfabrik an der Industriestraße wurde ab 1909 durch die Dresdner Firma Tiedemann nach damaligen (auch architektonischen) Gesichtspunkten modern errichtet. Bis 1919 waren weitere Gebäude entstanden. Im Jahre 1927 kam es zur Fusion mit der ebenfalls in Coswig ansässigen Lack- und Farben-Fabrik Schmidt und Hintzen. Die Umsätze des Unternehmens waren beträchtlich. Nach 1945 gehörte die nunmehrige VEB Lack- und Druckfarbenfabrik Coswig, später LACUFA, weiterhin zu den wichtigsten Betrieben der Stadt. Die Produktion von Lacken und Anstrichstoffen erreichte 1985 mit ca. 31.000 t sogar ihren Höchststand. Mit der politischen Wende änderte sich die Situation gravierend, die Existenz des Werkes konnte jedoch gesichert werden. Zu den denkmalpflegerisch relevanten Objekten gehören das repräsentative Produktions- und Lagergebäude an der Bahnstrecke Dresden–Coswig, der als Rektifizierungsanlage bezeichnete und weithin sichtbare, große Turm, der unmittelbar daneben befindliche kleinere Turm, die große Esse, drei weitere Gebäude direkt hinter, südlich und westlich des Produktions- und Lagergebäudes (siehe Plan) sowie die Eingangshalle des Verwaltungsgebäudes.

Die genannten Bauten sind zumeist zwischen 1916 und 1917 entstanden. Das für die Erscheinung der gesamten Fabrik so wichtige Produktions- und Lagergebäude wurde ursprünglich von der Figur eines Atlas belebt. Der im Wesentlichen dreiflügelige Bau entstand in mehreren Etappen. Die beeindruckende und architektonisch gelungene Nordseite stammt von 1916, der südöstliche Flügel war kurz vorher entstanden und der nordwestliche Flügel kam 1917 hinzu. Die Entwürfe stammen von den Architekten Friedrich Wilhelm Eisold (1831–1886) (für die Nordostseite) und von Georg Gasse (für den nordwestlichen Flügel). Eisold hat sich vor allem durch den Bau von Villen in Radebeul einen Namen gemacht. Trotz der unterschiedlichen Autorenschaft wirkt der ganze Komplex geschlossen. Der Architekt Eisold hat offenbar die meisten der um 1916/1917 auf dem Gelände der Lackfabrik entstandenen Bauten entworfen.

Der unmittelbar hinter dem U-förmigen Produktions- und Lagergebäude befindliche Werksbau zeigt ein hohes Satteldach und eine interessante Fassadengliederung. Ebenfalls von Belang für das Erscheinungsbild der gesamten Anlage ist der große Turm. Eine signifikante Dachhaube, Balkone, Rundbogenfenster, Gliederungen und Uhren beleben das schlanke Bauwerk. Der kleinere Turm ist in ähnlicher Form gestaltet. Eines der beiden nicht näher bezeichneten Gebäude erscheint als Rechteckbau mit hohem Satteldach und Dachreiter. Es wurde mittlerweile saniert. Der andere schmale, lange Werksbau trägt im jüngeren Teil ein Krüppelwalmdach, während der offenbar ältere Bereich mit einem flachen Satteldach einschließlich Aufsatz für Be- und Entlüftung bedeckt wird. Die Eingangshalle des Verwaltungsgebäudes zeigt eine anspruchsvolle Ausstattung aus der Entstehungszeit.

Alle hier kurz dargestellten Gebäude sind Zeugnisse der Industriearchitektur nach 1900 und sind zum Teil auch von Bedeutung für das Ortsbild von Coswig. Darüber hinaus sind sie Zeugnisse für die rasante industrielle Entwicklung der Stadt während der Kaiserzeit. Seit 1997 Herberts Möbellacke Coswig GmbH »Herlac«.
6. 1 2  Heilstätte Lindenhof: Die Nervenheilanstalt Lindenhof ging aus einem alten Weinbergshaus des 18. Jahrhunderts hervor. Sie wurde 1880 von Dr. Reginald Henry Holmer Pierson übernommen und erweitert. Der Park der Anlage besitzt viele fremdländische und einheimische Holzgewächse.
  - Zentraler Komplex, ursprüngliche Nutzung: Westflügel als Damenvilla, Mittelbau als Gesellschaftshaus und Ostflügel als Herrenvilla. Veranden mit Säulenstellung, Eingangsbereich aus Holz, Wandelhallen mit Säulen, Hausecke der Tuberkuloseklinik durch Fenster aufgelöst, originale Fenster, terrassenartiger Anbau, halbrunde Balkone über drei Geschosse
  - Skulpturen: 
    - weibliche Figur von Walter Arnold (bezeichnet „Arnold“), wohl Kopie oder Nachguss der „Schwimmerin“ von 1958
    - „Wasserschöpfer“ von Edmund Moeller (bezeichnet „EDMOELLER“), um 1910
    - Frau mit Kind, Anfang 20. Jahrhundert
    - „Diskuswerfer“ von Heinrich Wedemeyer (bezeichnet „H. Wedemeyer“)
    - Familie
    - Denkmal für R.G.G. Pierson

  - Villa des Chefarztes: Klinkerfassade, Holzveranda, Farbglasfenster, Türmchen mit Kegeldach, im Innern Stuckdecken, Malerei im überdachten Eingang.
  - Heizwerk (einschließlich Maschinenhaus) und eines der zwei Wohngebäude (sogenannte Waldvilla): Abbruch vor 2011
7. ↑  Peter-Pauls-Kirche: Einheitliche, kreuzförmige, von Süden nach Norden gerichtete symmetrische Anlage mit beherrschender, städtebaulich wirkungsvoller Turmfassade im Süden, erbaut 1901–03 von Woldemar Kandler überwiegend in Formen der Neurenaissance. Ausstattung und Ausmalung des zentralisierenden Innenraumes, letztere mit Jugendstilelementen, ebenfalls einheitlich erhalten, Mauerwerk aus verputzten Sandsteinquadern, verschieferte Satteldächer, schlanker rechteckiger Turm in der Mittelachse, Treppentürme mit seitlich geschweiften Ziergiebeln, Vorbauten nach Süden, Querarme der Kirche mit Ziergiebeln und Rundbogenfenstern. Im Inneren alle Raumteile symmetrisch angeordnet, partiell mit ornamentaler Wandmalerei, Querarme mit hölzernen Emporeneinbauten, Glasgemälde in den Rundbogen der Fenster des Chores um 1903 nach Entwürfen von Ludwig Otto. Ausstattung: Kanzel mit geschnitzten Reliefs und Ornamenten, Altar aus Holz, Orgelprospekt 1903 von Woldemar Kandler, Taufstein aus der alten Kirche von 1718 aus farbigem Sandstein mit Spruchband und Stifterinschrift (Dehio, Bd I, S. 79/80).

Hydromechanische Maschine mit Wasserzu- und -ableitung zum Betreiben des Balgwerks, gefertigt 1903 von Aug. Vogt (Maschineningenieur aus Dresden). Funktionsweise: Einströmendes Druckwasser hebt den Kolben in einem stehenden Zylinder. Bei einer bestimmten Hubhöhe werden Ventile in den zu- und ableitenden Rohrleitungen durch Abstandshalter sowie einen Hebelmechanismus am Kolben betätigt, so dass kein Druckwasser mehr nachströmen und das Brauchwasser ausströmen kann. Der Kolben senkt sich wieder. Die Hub- und Senkbewegung wird über einen Balancier und beidseitig daran befestigte Stangen auf die keilförmigen Schöpfbälge unter dem Magazinbalg übertragen, die nachfolgend im Wechsel schöpfen und blasen. Hilfsmaschine von besonderer technikgeschichtlicher Bedeutung, Zeugnis der Orgelbaukunst um 1900, zudem in Sachsen singulär.
8. ↑   Wohn- und Bürogebäude Ravensburger Platz 11: Der Ravensburger Platz 11 in Coswig ist ein Kulturdenkmal nach § 2 Abs. 1 SächsDSchG wegen seiner geschichtlichen, respektive architekturgeschichtlichen Bedeutung (Denkmalfähigkeit), an dessen Erhalt ein öffentliches Interesse (Denkmalwürdigkeit) besteht.

Das hier zu beurteilende Anwesen aus Hauptgebäude und niedrigerem Torhaus wurde laut Datierung über dem Eingang 1939 errichtet. Bauherr war der Fuhrunternehmer Fritz Hoffmann (Bahnamtlicher Rollfuhrunternehmer, Möbeltransporte und Fuhrbetrieb). Es beherbergte nach Fertigstellung Wohnungen, Büroräume, Räume für die „Gefolgschaft“ (Mitarbeiter des Unternehmens) und Luftschutzkeller. Der Entwurf stammt vom Coswiger Architekten Walter Pönisch, Mitglied der Reichskammer der bildenden Künste, während die Bauleitung in den Händen des Baumeisters Eugen Pönisch lag. Beide betrieben offenbar ein gemeinsames Büro.

Bei der über einem abgewinkelten Grundriss errichteten Gebäudegruppe handelt es sich um ein gestalterisch charakteristisches Anwesen der 1930er Jahre. Es zeigt für die damalige Zeit typische traditionelle, längsrechteckige Baukörper mit Lochfassaden, klarer Achsengliederung und Satteldächern, wobei das Dach des seitlichen Torhauses später an der südwestlichen Seite mit einem Krüppelwalm versehen wurde.

Darüber hinaus finden sich eine Reihe von einfachen, aber zugleich dekorativen Elementen, wie sie für die Architektur nach 1933 üblich waren, zum Beispiel der schmale Natursteinsockel, die flachen Segmentbogenabschlüsse über dem Eingang und dem auf gleicher Achse liegenden Türfenster, die Fledermausgaupen des Torhauses, die Klappläden im Erdgeschoss, die aus Sandstein angefertigte Schmuckrahmung des Eingangs, das Fischgrätenmuster des großen seitlichen Tores, die Sprossenfenster, die Kragsteine mit aufliegendem Balken am Tor sowie das kleine Gitter vor dem Türfenster. Als Vorbild für die meisten Wohnbauten der 1930er Jahre galt die heimische Architektur um 1800. Besonderer Wert wurde dabei auf herkömmliches Material, so auch Holz, und eine handwerkliche Ausführung der verschiedenen Fassadenelemente gelegt. Demzufolge ist die Türeinfassung mit besonderer Sorgfalt in Sandstein ausgeführt worden. Maßgeblichen Anteil an der Verbreitung des dargestellten Haustyps hatte der Stuttgarter Architekt Paul Schmitthenner, der vor allem Anfang der 1930er Jahre das Baugeschehen mitbestimmte. Seine gestalterisch und handwerklich bemerkenswerten Solitärbauten bildeten wiederum die Vorbilder für viele seiner jüngeren Kollegen und deren Bauten, unter anderem das hier zu beurteilende Anwesen.

Die architekturgeschichtliche Bedeutung und damit die Denkmalfähigkeit des Ravensburger Platzes 11 in Coswig ergeben sich somit aus dem Zeugniswert für die Entwicklung der Architektur der 1930er Jahre. Die architektur- oder baugeschichtliche Bedeutung leitet sich zudem aus dem Umstand her, dass mit ihm damals herrschende Vorstellungen in der Architektur umgesetzt wurden. Abgesehen davon ist die Gebäudegruppe auch ein Dokument für die Bauaufgabe „Fuhrunternehmen“ zu ihrer Entstehungszeit. Soweit bekannt hat sich kaum oder nur wenig Vergleichbares erhalten. Die Denkmalwürdigkeit resultiert aus der Tatsache, dass die Denkmaleigenschaft des Ravensburger Platzes 11 in Coswig und die Notwendigkeit seiner Erhaltung auf jeden Fall in das Bewusstsein eines breiten Kreises von Sachverständigen eingegangen sind. So finden sich ähnliche oder vergleichbare Objekte in mehreren bundesdeutschen Denkmaltopographien. Dabei bildet es ein geradezu exemplarisches Beispiel für das Bauen in dieser Zeit und hat sich auch weitestgehend im ursprünglichen Zustand erhalten. Die 1939 für den Fuhrunternehmer Hoffmann errichtete Baugruppe ist trotz ihrer gediegenen Durchschnittlichkeit repräsentativ für die traditionalistische Architektur der Zeit, da die künstlerisch herausragenden Beispiele alleine nur einen bruchstückhaften Eindruck vermitteln können. Es sei außerdem daran erinnert, dass sich der Denkmalschutz nicht nur auf die Bewahrung von Erlesenem oder besonders qualitativer Beispielen beschränkt.

Bezeichnet mit „Erbaut 1939“ und „Gegr. 1907“ in Tafel über Türsturz, Tafel mit Initialen FH?, FM?, Satteldach, Klappläden, Sprossenfenster. Das Hinterhaus wurde 2015 gestrichen.
9. ↑  Einzeldenkmale der Sachgesamtheit Dorfkirche und Kirchhof Brockwitz:
  - Geschichte: 1013 wurde der Ort Brockwitz erstmals erwähnt, die Kirche 1213. Sie gehörte von 1205 bis 1405 zu St. Afra. Der rechteckige Westturm ist wohl spätgotisch, seine Welschen Giebel verleihen ihm einen kräftigen Renaissance-Akzent. 1737 Neubau unter den Patronatsherren von Miltitz als barocke Saalkirche unter Einbeziehung der Turmuntergeschosse. Durch den Dachreiter und die Fensterformen von 1737 sowie die gleichzeitige gelb-weiße Farbfassung des gesamten Außenbaus bekam der Turm, der große Fernwirkung auch über die Elbe hinweg besitzt, barocke Überformung. 1972 Außen-, 1984 Innenrestaurierung.
  - Kirche: Putzbau mit geradem Chorschluss in der Flucht der Turmseitenwände, mit abgewalmtem Satteldach und Stehgaupen. Fenster in zweireihiger Anordnung, die schlanken oberen mit Sandsteingewänden in Korbbogenform, mit Schlusssteinen und Ohrungen. An beiden Längsseiten gegenüberliegend beim Übergang vom Saal zum Chor gleichartige zweigeschossige Anbauten mit Walmdächern, der nördliche mit Vorhalle, der südliche mit Sakristei. Der Westturm von erheblicher Mauerstärke, mit Eckquadern, im Untergeschoss barocke Fenster wie an Saal und Chor, im Glockengeschoss Biforienfenster, über seinen Schmalseiten, vor den Giebeln des Satteldachs im Norden und Süden, über dünnen Lisenen und Gesimsen gestaffelte Rundbogenbekrönungen (Welsche Giebel), aus der Zeit um 1530/50, auf dem Turmfirst barocker Dachreiter, achteckig, verschiefert, mit Haube.
  - Innenraum: Im Innern flachgedeckt, im Westen in ganzer Breite 1737 der Turm geöffnet, die beiden westlichen Turmecken wegen der unterschiedlichen Mauerstärken der Bauteile ausgekehlt. Zweigeschossige hölzerne Emporen längs der gesamten Nordseite bis hinter den Altar, auf der Südseite nur im Westteil, die Brüstung der westlichen Orgelempore im Flachbogen vorgezogen, auf den Brüstungen ockerfarbene, von Ornamenten begleitete Felder ausgemalt. An der Südseite des Chors Patronatsloge in zwei Geschossen, verglast, mit Wappen derer von Miltitz. In beiden Obergeschossen der Anbauten Herrschaftsemporen.
  - Ausstattung: 
    - Altar, über spätgotischer Steinmensa klassizistischer Säulenaufbau mit Dreieckgiebel, aus Holz, weiß-gold gefasst und grau marmoriert, Altargemälde mit Darstellung des segnenden Christus von Therese aus dem Winkl († 1867), Kopie nach Cima da Conegliano.
    - Kanzel, um 1600, auf toskanischer grauer Marmorsäule ornamentverzierte Kuppa und farbig gefasster runder Kanzelkorb, seine Brüstung dreigeteilt durch zwei rote Marmorsäulen, zwischen ihnen ovale Reliefs mit Darstellungen der Erschaffung Adams und Evas und der Evangelisten Matthäus und Markus, der Schalldeckel von 1737, weiß-gold gefasst, reich verziert, mit bekrönenden Putten, Gesetzestafeln haltend, an der Wand hinter dem Korb gemalte Draperie, um 1737.
    - Taufe, 1824, Sandstein, in pfeilerartiger Form, mit Inschriften. – In der Vorhalle der ältere Taufstein des 16. Jahrhunderts
    - Orgelprospekt von Johann Ernst Hähnel, 1737, die Orgel durch Jahn 1906 erweitert und das Werk erneuert.
    - In der Vorhalle Grabdenkmal des Pfarrers Johannes Hundt († 1623) im Talar, Sandstein (Dehio Sachsen I 1996, S. 80–81).

  - Vorraum der Kirche: zwei barocke Grabsteine Brockwitzer Bürger, Taufstein (15. Jahrhundert), Wetterfahnen, Porträt von Pfarrer Stieglitz (H. Oehmichen, Kantor um 1850), Porträt von Pfarrer Maucke, Hobby-Botaniker (unbekannter Maler um 1800), Grabdenkmal eines Pfarrers (vermutlich 17. Jahrhundert), Kanzel (eventuell von Thomae um 1620), barocker Kanzeldeckel und barocke Emporen mit Illusionsmalerei (restauriert 1984 ff.), später Szenen des Alten und Neuen Testamentes an den Balustradenwänden der Empore (Müller um 1930)
  - Glasfenster: Glasfabrik Neu-Brockwitz
  - Taufstein: von dem Brockwitzer Bürger Ryhle gespendet im 19. Jahrhundert
  - Lesepult und schmiedeeiserne Tür zu Friedhof (Schlossermeister Hintersatz)
  - Loge: Wappen der Herren von Miltitz (1737), die in Brockwitz die niedere Gerichtsbarkeit innehatten, Kelche von 1490, 18. Jahrhundert
  - Friedhof: Denkmal für die Gefallenen des Ersten Weltkrieges